# 1929
| [ Edytuj tabelę ]                                                | |
| Prezydent Polski                                                 | - 1926 Ignacy Mościcki 1939 |
| Premier Polski                                                   | - 1928 Kazimierz Bartel 1929 - 1929 Kazimierz Świtalski 1929 - 1929 Kazimierz Bartel 1930                                                 |
| Król Afganistanu                                                 | - 1919 Amanullah Chan 1929 - 1929 Inajatullah Chan 1929 - 1929 Habibullah Kalakani (samozwaniec) 1929 - 1929 Mohammad Nader Szah 1933     |
| Premier Afganistanu                                              | - 1927 Sardar Szir Ahmad 1929 - 1929 Szir Gijan 1929 - 1929 Mohammad Haszim Chan 1946                                                     |
| Król Albanii                                                     | - 1928 Ahmed Zogu 1939 |
| Premier Albanii                                                  | - 1928 Kosta Kotta 1930 |
| Współksiążęta Andory                                             | - 1920 Justí Guitart i Vilardebó 1940 - 1924 Gaston Doumergue 1931                                                                        |
| Prezydent Argentyny                                              | - 1928 Hipólito Yrigoyen 1930 |
| Premier Australii                                                | - 1923 Stanley Bruce 1929 - 1929 James Scullin 1932                                                                                       |
| Prezydent Austrii                                                | - 1928 Wilhelm Miklas 1938 |
| Kanclerz Austrii                                                 | - 1926 Ignaz Seipel 1929 - 1929 Ernst Streeruwitz 1929 - 1929 Johann Schober 1930                                                         |
| Król Belgów                                                      | - 1909 Albert I 1934 |
| Premier Belgii                                                   | - 1926 Henri Jaspar 1931 |
| Król Bhutanu                                                     | - 1926 Jigme Wangchuck 1952 |
| Prezydent Boliwii                                                | - 1926 Hernando Siles Reyes 1930 |
| Prezydent Brazylii                                               | - 1926 Washington Luiz Pereira de Souza 1930                                                                                              |
| Sułtan Brunei                                                    | - 1924 Ahmad Tajuddin 1950 |
| Car Bułgarii                                                     | - 1918 Borys III 1943 |
| Premier Bułgarii                                                 | - 1926 Andrej Lapczew 1931 |
| Prezydent Chile                                                  | - 1927 Carlos Ibáñez del Campo 1931 |
| Prezydent Chin                                                   | - 1928 Czang Kaj-szek 1931 |
| Prezydent Czechosłowacji                                         | - 1918 Tomáš Masaryk 1935 |
| Premier Czechosłowacji                                           | - 1926 Antonín Švehla 1929 - 1929 František Udržal 1932                                                                                   |
| Król Danii                                                       | - 1912 Chrystian X 1947 |
| Premier Danii                                                    | - 1926 Thomas Madsen- Mygdal 1929 - 1929 Thorvald Stauning 1942                                                                           |
| Dalajlama                                                        | - 1878 Thubten Gjaco 1933 |
| Prezydent Dominikany                                             | - 1924 Horacio Vásquez 1930 |
| Władca Egiptu                                                    | - 1917 Fu’ad I 1936 |
| Premier Egiptu                                                   | - 1928 Muhammad Mahmud 1929 - 1929 Adli Jakan Pasza 1930                                                                                  |
| Prezydent Ekwadoru                                               | - 1926 Isidro Ayora 1931 |
| Premier Estonii                                                  | - 1928 August Rei 1929 - 1929 Otto Strandman 1931                                                                                         |
| Cesarz Etiopii                                                   | - 1916 Zeuditu (cesarzowa) 1930 |
| Premier Etiopii                                                  | - 1927 Ras Tafari Makonnen 1936 |
| Prezydent Finlandii                                              | - 1925 Lauri Kristian Relander 1931 |
| Premier Finlandii                                                | - 1928 Oskari Mantere 1929 - 1929 Kyösti Kallio 1930                                                                                      |
| Prezydent Francji                                                | - 1924 Gaston Doumergue 1931 |
| Premier Francji                                                  | - 1926 Raymond Poincaré 1929 - 1929 Aristide Briand 1929 - 1929 André Tardieu 1930                                                        |
| Prezydent Senatu Wolnego Miasta Gdańska                          | - 1920 Heinrich Sahm 1931 |
| Prezydent Grecji                                                 | - 1926 Pawlos Kunduriotis 1929 - 1929 Aleksandros Zaimis 1935                                                                             |
| Prezydent Gwatemali                                              | - 1926 Lázaro Chacón 1931 |
| Prezydent Haiti                                                  | - 1922 Louis Borno 1930 |
| Król Hiszpanii                                                   | - 1886 Alfons XIII 1931 |
| Premier Hiszpanii                                                | - 1923 Miguel Primo de Rivera 1930 |
| Król Holandii                                                    | - 1890 Wilhelmina 1948 |
| Premier Holandii                                                 | - 1926 Dirk Jan de Geer 1929 - 1929 Charles Ruijs de Beerenbrouck 1933                                                                    |
| Prezydent Hondurasu                                              | - 1925 Miguel Paz Barahona 1929 - 1929 Vicente Mejía Colindres 1933                                                                       |
| Szach Iranu                                                      | - 1925 Reza Szah Pahlawi 1941 |
| Premier Iranu                                                    | - 1927 Mehdi Gholi Hedajat 1933 |
| Władca Indii                                                     | - 1910 Jerzy V 1936 |
| Król Irlandii                                                    | - 1910 Jerzy V 1936 |
| Premier Irlandii                                                 | - 1922 William Thomas Cosgrave 1932 |
| Cesarz Japonii                                                   | - 1926 Hirohito 1989 |
| Premier Japonii                                                  | - 1927 Giichi Tanaka 1929 - 1929 Osachi Hamaguchi 1931                                                                                    |
| Król Jugosławii                                                  | - 1929 Aleksander I 1934 |
| Premier Jugosławii                                               | - 1928 Anton Korošec 1929 - 1929 Petar Živković 1932                                                                                      |
| Premier Kanady                                                   | - 1926 William Lyon Mackenzie King 1930                                                                                                   |
| Emir Kataru                                                      | - 1913 Abd Allah ibn Kasim Al Sani 1949                                                                                                   |
| Prezydent Kolumbii                                               | - 1926 Miguel Abadía Méndez 1930 |
| Patriarcha Konstantynopola                                       | - 1925 Bazyli III 1929 - 1929 Focjusz II 1935                                                                                             |
| Gubernator Korei (okupacja japońska)                             | - 1927 Hanzō Yamanashi 1929 - 1929 Makoto Saitō 1931                                                                                      |
| Prezydent Kostaryki                                              | - 1928 Cleto González Víquez 1932 |
| Prezydent Kuby                                                   | - 1925 Gerardo Machado 1933 |
| Prezydent Liberii                                                | - 1920 Charles King 1930 |
| Książę Liechtensteinu                                            | - 1858 Jan II Dobry 1929 - 1929 Franciszek I 1938                                                                                         |
| Premier Liechtensteinu                                           | - 1928 Josef Hoop 1945 |
| Prezydent Litwy                                                  | - 1926 Antanas Smetona 1940 |
| Premier Litwy                                                    | - 1926 Augustinas Voldemaras 1929 - 1929 Juozas Tūbelis 1938                                                                              |
| Wielki książę Luksemburga                                        | - 1919 Szarlotta 1964 |
| Premier Luksemburga                                              | - 1926 Joseph Bech 1937 |
| Prezydent Łotwy                                                  | - 1927 Gustavs Zemgals 1930 |
| Premier Łotwy                                                    | - 1928 Hugo Celmiņš 1931 |
| Premier Malty                                                    | - 1927 Gerald Strickland 1932 |
| Sułtan Maroka                                                    | - 1927 Muhammad V 1953 |
| Prezydent Meksyku                                                | - 1928 Emilio Portes Gil 1930 |
| Książę Monako                                                    | - 1922 Ludwik II 1949 |
| Minister stanu Monako                                            | - 1923 Maurice Piette 1932 |
| Przewodniczący Prezydium Małego Churału Państwowego Mongolii     | - 1927 Dżancangijn Damdinsüren 1929 - 1929 Chorlogijn Czojbalsan 1930                                                                     |
| Premier Mongolii                                                 | - 1928 Anandyn Amar 1930 |
| Król Nepalu                                                      | - 1911 Tribhuvan 1950 |
| Premier Nepalu                                                   | - 1901 Chandra Shumsher Jang Bahadur Rana 1929 - 1929 Bhim Shumsher Jung Bahadur Rana 1932                                                |
| Prezydent Niemiec                                                | - 1925 Paul von Hindenburg 1934 |
| Kanclerz Niemiec                                                 | - 1928 Hermann Müller 1930 |
| Prezydent Nikaragui                                              | - 1926 Adolfo Díaz 1929 - 1929 José María Moncada 1933                                                                                    |
| Król Norwegii                                                    | - 1905 Haakon VII 1957 |
| Premier Norwegii                                                 | - 1928 Johan Ludwig Mowinckel 1931 |
| Premier Nowej Zelandii                                           | - 1928 Joseph Ward 1930 |
| Sułtan Omanu                                                     | - 1913 Tajmur ibn Fajsal 1932 |
| Prezydent Panamy                                                 | - 1928 Florencio Harmodio Arosemena 1931                                                                                                  |
| Papież                                                           | - 1922 Pius XI 1939 |
| Prezydent Paragwaju                                              | - 1928 José Patricio Guggiari 1931 |
| Prezydent Peru                                                   | - 1919 Augusto B. Leguía 1930 |
| Premier Południowej Afryki                                       | - 1924 Barry Hertzog 1939 |
| Prezydent Portugalii                                             | - 1926 António Óscar de Fragoso Carmona 1951                                                                                              |
| Premier Portugalii                                               | - 1928 José Vicente de Freitas 1929 - 1929 Artur Ivens Ferraz 1929 - 1929 Luis Maria Lopes da Fonseca 1929 - 1929 Artur Ivens Ferraz 1930 |
| Król Rumunii                                                     | - 1927 Michał 1930 |
| Premier Rumunii                                                  | - 1928 Iuliu Maniu 1930 |
| Prezydent Salwadoru                                              | - 1927 Pío Romero Bosque 1931 |
| Kapitanowie regenci San Marino                                   | - 1928 Francesco Morri Melchiorre Filippi 1929 - 1929 Girolamo Gozi Filippo Mularoni 1929 - 1929 Ezio Balducci Aldo Busignani 1930        |
| Sekretarz Stanu do spraw Politycznych i Zagranicznych San Marino | - 1918 Giuliano Gozi 1943 |
| Król Serbów, Chorwatów i Słoweńców                               | - 1921 Aleksander I 1929 |
| Prezydent Syrii                                                  | - 1928 Tadż ad-Din al-Hasani (p.o.) 1931                                                                                                  |
| Premier Syrii                                                    | - 1928 Tadż ad-Din al-Hasani 1931 |
| Prezydent Szwajcarii                                             | - 1929 Robert Haab 1929 |
| Król Szwecji                                                     | - 1907 Gustaw V 1950 |
| Premier Szwecji                                                  | - 1928 Arvid Lindman 1930 |
| Król Tajlandii                                                   | - 1925 Prajadhipok 1935 |
| Król Tonga                                                       | - 1918 Salote Tupou III 1965 |
| Premier Tonga                                                    | - 1923 Viliami Tungī Mailefihi 1941 |
| Prezydent Turcji                                                 | - 1923 Mustafa Kemal 1938 |
| Premier Turcji                                                   | - 1925 İsmet İnönü 1937 |
| Prezydent Urugwaju                                               | - 1927 Juan Campisteguy 1931 |
| Prezydent USA                                                    | - 1923 Calvin Coolidge 1929 - 1929 Herbert Hoover 1933                                                                                    |
| Prezydent Wenezueli                                              | - 1922 Juan Vicente Gómez 1929 - 1929 Juan Bautista Pérez 1931                                                                            |
| Regent Królestwa Węgier                                          | - 1920 Miklós Horthy 1944 |
| Premier Węgier                                                   | - 1921 István Bethlen 1931 |
| Monarcha Wielkiej Brytanii                                       | - 1910 Jerzy V 1936 |
| Premier Wielkiej Brytanii                                        | - 1924 Stanley Baldwin 1929 - 1929 Ramsay MacDonald 1935                                                                                  |
| Cesarz Wietnamu                                                  | - 1926 Bảo Đại 1945 |
| Król Włoch                                                       | - 1900 Wiktor Emanuel III 1946 |
| Premier Włoch                                                    | - 1922 Benito Mussolini 1943 |
| Przywódca ZSRR                                                   | - 1924 Józef Stalin 1953 |
| Premier ZSRR                                                     | - 1924 Aleksiej Rykow 1930 |

Rok 1929 / MCMXXIX
stulecia: XIX wiek ~
XX wiek ~
XXI wiek

dziesięciolecia:
1890–1899 •
1900–1909 •
1910–1919 •
1920–1929
• 1930–1939
• 1940–1949
• 1950–1959

lata: 1919 «
1924 «
1925 «
1926 «
1927 «
1928 «
1929
» 1930
» 1931
» 1932
» 1933
» 1934
» 1939

## Wydarzenia w Polsce
- 2 stycznia – rozpoczęła się działalność przewozowa PLL LOT na pięciu liniach krajowych oraz linii zagranicznej Katowice-Brno-Wiedeń.
- 23 stycznia – uchwałą Sejmu Śląskiego powołane do życia zostało Muzeum Śląskie w Katowicach.
- 2 lutego – najzimniejsza noc w Polsce. W Dubiach k. Krakowa temperatura spadła do –42 °C.
- 4 lutego – Polska ratyfikowała protokół genewski o zakazie stosowania broni chemicznej.
- 9 lutego:
  - Polska podpisała protokół Litwinowa (wszedł w życie 25 lipca).
  - w wówczas niemieckim Olecku zanotowano najniższą temperaturę na dzisiejszych ziemiach polskich (–42,2 °C).
- 10 lutego – w Żywcu zanotowano –40,6 °C.
- Luty – w stolicy otwarto Instytut Judaistyczny.
- 6 marca – Wanda Grabińska jako pierwsza Polka dostała nominację sędziowską.
- 7 marca – Tango milonga, utwór Jerzego Petersburskiego z tekstem Andrzeja Własta został po raz pierwszy publicznie wykonany przez Stanisławę Nowicką w warszawskim kabarecie Morskie Oko.
- 20 marca – Sejm przegłosował wniosek o postawienie przed Trybunałem Stanu byłego ministra skarbu Gabriela Czechowicza, oskarżonego o nieprawidłowe wykorzystanie państwowych nadwyżek budżetowych (tzw. sprawa Czechowicza).
- 28 marca – wprowadzenie kapłaństwa niewiast w Kościele Mariawitów, konsekracja biskupia siostry Izabeli Wiłuckiej.
- Marzec – w Warszawie otwarto Instytut Radiotechniczny.
- 14 kwietnia – Kazimierz Świtalski został mianowany na urząd premiera.
- 16 maja-30 września – w Poznaniu odbyła się Powszechna Wystawa Krajowa prezentująca dziesięcioletnie osiągnięcia odrodzonej Polski.
- 27 maja – koło Łowicza Eugeniusz Bodo doprowadził do wypadku swojego Chevroleta, którym podróżował wraz z kolegami z kabaretu „Morskie Oko”, w wyniku czego śmierć na miejscu poniósł aktor Witold Roland.
- 3 czerwca – początek wielodniowych zamieszek na tle antysemickim i antyrządowym we Lwowie.
- 23 czerwca – reprezentacja Polski w hokeju na trawie mężczyzn przegrała w Poznaniu w swym pierwszym oficjalnym meczu z Czechosłowacją 0:4.
- 26 czerwca – były minister skarbu Gabriel Czechowicz stanął przed Trybunałem Stanu w związku z nieprawidłowym wykorzystaniem nadwyżek budżetowych skarbu państwa.
- 30 czerwca – w mauzoleum w Parku Strzeleckim w Tarnowie pochowano prochy gen. Józefa Bema.
- 9–10 lipca – X Mistrzostwa Polski Mężczyzn w lekkiej atletyce. Cztery zwycięstwa odniósł Stefan Kostrzewski 4×100 m – 44,5 s; 800 m – 1:59,2 s; 400 m ppł. – 57,8 s; 3000 m z przeszk. – 10:52,8 s.
- 14 lipca – Warszawa: rozpoczął się I Zjazd Polaków z Zagranicy.
- Lipiec – powstało Polskie Towarzystwo Krajoznawcze.
- 11 sierpnia – w Ostrowcu Świętokrzyskim powstał Klub Sportowy Zakładów Ostrowieckich (KSZO).
- 18 sierpnia – powołano Zrzeszenie Regionalne Kaszubów.
- 30 sierpnia – Polska przyjęła zasady planu Younga.
- 31 sierpnia – w Warszawie:
  - Wojciech Trojanowski ustanowił rekord Polski w biegu na 110 m ppł. wynikiem 15,5 s.
  - Stefan Kostrzewski ustanowił rekord Polski w biegu na 800 m wynikiem 1:55,0 s.
- 1 września – w Warszawie:
  - Stefan Kostrzewski ustanowił rekord Polski w biegu na 400 m ppł. wynikiem 54,2 s (rekord ten przetrwał 25 lat).
  - Stanisław Petkiewicz ustanowił rekord Polski w biegu na 1500 m wynikiem 4:00,2 s.
  - Stefan Sikorski ustanowił rekord Polski w biegu na 200 m wynikiem 22,2 s.
- 5 września – został podpisany układ handlowy między Polską i Rumunią.
- 14 września – utworzono Centrolew.
- 22 września – Radio Kraków zrealizowało pierwszą w Polsce transmisję radiową z meczu piłkarskiego: Wisła – Cracovia.
- 28 września – zainaugurowało działalność Państwowe Konserwatorium Muzyczne w Katowicach.
- 29 września – po raz pierwszy wyświetlono film dźwiękowy.
- 30 września – w Poznaniu zakończyła się Powszechna Wystawa Krajowa.
- 11 października – z Belgii do kraju sprowadzono prochy Joachima Lelewela.
- 16 października – Franciszek Żwirko i Antoni Kocjan ustanowili na samolocie RWD-2 międzynarodowy rekord wysokości lotu (4004 m).
- 17 października – premiera filmu Grzeszna miłość.
- 3 listopada – w Kielcach odsłonięto Pomnik Niepodległości.
- 6 listopada – 24-godzinny strajk protestacyjnych górników i hutników z Górnego Śląska i Zagłębia przeciwko niskim płacom.
- 7 listopada – Julian Tuwim opublikował w „Robotniku” wiersz Do prostego człowieka.
- 25 listopada – powołano Instytut Ekspertyz Sądowych z siedzibą w Warszawie (od 1945 roku w Krakowie).
- 29 listopada – odbyła się inauguracja pierwszego roku akademickiego na Akademii Wychowania Fizycznego Józefa Piłsudskiego w Warszawie.
- 1/2 grudnia – zabójstwo rodziny Koniecznych w Pieruszycach.
- 5 grudnia – partie antysanacyjne powołały Centrolew.
- 20 grudnia – został utworzony rząd Kazimierza Bartla.
- 26 grudnia – w pierwszy rejs wypłynął żaglowiec „Pomorze”, późniejszy „Dar Pomorza”.
- 29 grudnia:
  - Kazimierz Bartel objął stanowisko premiera.
  - Władysław Sołtan został przewodniczącym ZHP.
- Grudzień – początki wielkiego kryzysu gospodarczego.
- Polscy lekkoatleci ustanowili aż 35 rekordów kraju seniorów.

## Wydarzenia na świecie
- 2 stycznia – Kanada i Stany Zjednoczone zgadzają się na plan zagospodarowania i zabezpieczenia dla potomnych Wodospadu Niagara.
- 5 stycznia – podjęto decyzję o przyspieszeniu kolektywizacji w ZSRR.
- 6 stycznia:
  - zamach stanu w Jugosławii. Władzę przejął król Aleksander I.
  - Heinrich Himmler został Reichsführerem SS (bojówek Schutzstaffel).
  - 19-letnia albańska siostra Maria Teresa, późniejsza Matka Teresa, przybyła do Kalkuty, gdzie podjęła pracę w katolickiej szkole dla dziewcząt.
- 7 stycznia:
  - Ante Pavelić założył we Włoszech faszystowską chorwacką organizację ustaszy.
  - przeprowadzono pierwszą rozmowę telefoniczną między Holandią a Holenderskimi Indiami Wschodnimi.
- 8 stycznia – w Kijowie odbyła się premiera filmu dokumentalnego Człowiek z kamerą.
- 9 stycznia:
  - po raz pierwszy zastosowano leczenie surową penicyliną (Londyn).
  - w Nashville w stanie Tennessee powstała szkoła dla psów z misją szkolenia ich w asystowaniu osobom niewidomym.
- 10 stycznia – debiut Tintina, bohatera komiksu Hergé – The Adventures of Tintin.
- 17 stycznia – król Afganistanu Inajatullah Chan abdykował po trzech dniach panowania. Nowym królem został Habibullah Kalakani.
- 21 stycznia – Dominikana i Haiti podpisały traktat graniczny.
- 24 stycznia – Chorlogijn Czojbalsan został prezydentem Mongolii.
- 29 stycznia – z ZSRR został wydalony Lew Trocki.
- 1 lutego – František Udržal został premierem Czechosłowacji.
- 3 lutego – w mieście Čakovec zanotowano rekordowo niską dla Chorwacji temperaturę –35,5 °C.
- 9 lutego – ZSRR, Polska, Estonia, Łotwa i Rumunia podpisały w Moskwie wielostronny pakt o nieagresji, tzw. protokół Litwinowa.
- 11 lutego:
  - podpisanie traktatów laterańskich uznających niepodległość Watykanu.
  - Franciszek I Liechtenstein został księciem Liechtensteinu.
  - w Litvínovicach zanotowano najniższą w historii Czech temperaturę (–42,2 °C).
  - w miejscowości Vigľaš-Pstruša zanotowano najniższą w historii Słowacji temperaturę (–41,0 °C).
- 14 lutego – masakra w dzień św. Walentego: banda Ala Capone dokonała zbiorowego morderstwa na członkach rywalizującego z nimi gangu Bugsy Morana.
- 18 lutego:
  - po raz pierwszy ogłoszono o przyznaniu Nagrody Akademii Filmowej (ang. Oscar lub Academy Awards).
  - została założona osada Netanja, obecnie miasto w Izraelu.
- 21 lutego – Francja odmówiła przyznania azylu politycznego Lwu Trockiemu.
- 26 lutego – Kongres Stanów Zjednoczonych ustanowił Park Narodowy Grand Teton.
- 3 marca – doszło do nieudanej próby obalenia rządu w Meksyku przez generałów José Gonzalo Escobara i Jesúsa María Aguirre.
- 4 marca:
  - Herbert Hoover został zaprzysiężony, jako 31 prezydent Stanów Zjednoczonych.
  - W Meksyku prezydent Plutarco Elías Calles założył Partię Narodowo-Rewolucyjną (Partido Nacional Revolucionario, PNR).
- 7 marca – przyjęto flagę stanową Wirginii Zachodniej.
- 21 marca – amerykański pilot Charles Lindbergh został odznaczony Medalem Honoru.
- 22 marca – rozpoczęła się seryjna produkcja pierwszego w historii koncernu BMW modelu samochodu osobowego 3/15 „Dixi”.
- 24 marca – włoscy faszyści zdobyli 99% głosów w jednopartyjnych wyborach parlamentarnych.
- 28 marca – Henry Stimson został sekretarzem stanu Stanów Zjednoczonych.
- 30 marca – premiera filmu Kokietka.
- 3 kwietnia:
  - rozpoczęto budowę linii kolejowej do Watykanu.
  - rozpoczęła się największa powódź w historii Tasmanii.
- 8 kwietnia – w Związku Radzieckim ogłoszono prawo antycerkiewne, na podstawie którego zamykano cerkwie, było też wiele przypadków zdejmowania dzwonów, z uzasadnieniem że ich dzwięk przeszkadza ludziom w pracy[1].
- 11 kwietnia – Niemcy odmówiły udzielenia azylu dla Lwa Trockiego.
- 12 kwietnia – w Hawrze zwodowano okręt podwodny ORP Wilk.
- 14 kwietnia – odbył się pierwszy wyścig samochodowy o Grand Prix Monako.
- 19 kwietnia – założono klub piłkarski La Luz Montevideo.
- 25 kwietnia – wszedł do służby japoński ciężki krążownik „Haguro”.
- 30 kwietnia – Thorvald Stauning został po raz drugi premierem Danii.
- 1 maja:
  - w Berlinie odbyły się demonstracje pierwszomajowe, w zamieszkach zginęło 8 osób.
  - w trzęsieniu ziemi o sile 7,4 stopnia w skali Richtera na granicy irańsko-turkmeńskiej zginęło około 3800 osób.
- 8 maja – Norwegia anektowała wyspę Jan Mayen.
- 13 maja – w Atlantic City w stanie New Jersey powstała organizacja przestępcza nazwana przez prasę w USA Krajowym Syndykatem Zbrodni (ang. National Crime Syndicate).
- 15 maja – 125 osób zginęło w pożarze kliniki w Cleveland w amerykańskim stanie Ohio.
- 16 maja:
  - po raz pierwszy wręczono nagrody amerykańskiej akademii filmowej, nazwane później Oscarami.
  - w Atlantic City zakończyło się czterodniowe spotkanie głównych amerykańskich bossów mafijnych.
- 17 maja – gangster Al Capone i jego ochroniarz zostali aresztowani za ukrywanie nielegalnej broni.
- 18 maja – podczas konferencji w Barcelonie FIFA wyznaczyła Urugwaj na organizatora I Mistrzostw Świata w Piłce Nożnej w roku następnym.
- 5 czerwca – Ramsay MacDonald został po raz drugi premierem Wielkiej Brytanii.
- 7 czerwca – wraz z wejściem w życie traktatów laterańskich powstało państwo Watykan.
- 8 czerwca – w Wielkiej Brytanii powstał mniejszościowy rząd Partii Pracy, na czele którego stanął Ramsay MacDonald.
- 14 czerwca – został podpisany konkordat między Prusami a Stolicą Apostolską.
- 20 czerwca – na cmentarzu w syryjskim Aleppo dokonano ekshumacji szczątków gen. Józefa Bema, skąd następnie przewieziono je do Tarnowa.
- 21 czerwca – porozumienie wynegocjowane przez ambasadora amerykańskiego w Meksyku zakończyło „Powstanie Cristero”.
- 25 czerwca:
  - założono chorwacki klub piłkarski Inter Zaprešić.
  - zwodowano francuski oceaniczny okręt podwodny „Monge”.
- 27 czerwca – odbyła się pierwsza publiczna demonstracja kolorowej telewizji przez inżyniera Herberta Eugene’a Ivesa(inne języki) i jego kolegów z Bell Telephone Laboratories w Nowym Jorku. Pierwszymi kolorowymi obrazami były: wiązanka róż i flaga amerykańska. Mechaniczny system był użyty do przesłania obrazu składającego się z 50 linii pomiędzy Nowym Jorkiem a Waszyngtonem.
- 5 lipca – Scotland Yard zarekwirował 12 obrazów pisarza i malarza Davida Herberta Lawrence z galerii w Mayfair w centrum Londynu, uznając je za nieobyczajne.
- 13 lipca – podczas próby przelotu przez Atlantyk śmierć poniósł major pilot Ludwik Idzikowski, jego samolot, Amiot 123, uległ awarii w trakcie lotu, rozbił się i spłonął podczas awaryjnego lądowania; nawigator Idzikowskiego Kazimierz Kubala odniósł jedynie obrażenia.
- 17 lipca – zostały zerwane stosunki dyplomatyczne pomiędzy ZSRR a Chinami. Przyczyną był zatarg o kolej wschodniochińską.
- 22 lipca – niemiecki statek pasażerski SS „Bremen” zdobył Błękitną Wstęgę Atlantyku.
- 24 lipca:
  - ze względów zdrowotnych ustąpił francuski premier Raymond Poincaré – jego miejsce zajął Aristide Briand.
  - zaczął obowiązywać pakt paryski, który był międzynarodowym traktatem ustanawiającym wyrzeczenie się wojny, jako instrumentu polityki narodowej. Pakt ten został podpisany 27 sierpnia 1928 r. przez jedenaście państw, w tym Niemcy.
- 25 lipca – papież Pius XI wyszedł z Watykanu z wielką procesją i dotarł do placu św. Piotra. Wydarzenie to obserwowane przez 250 tys. osób, zakończyło prawie sześćdziesięcioletnie dobrowolne uwięzienie papieża w Watykanie.
- 27 lipca – w Genewie podpisana została umowa międzynarodowa, jedna z szeregu umów dotyczących prawa międzynarodowego, w sprawie traktowania jeńców w czasie konfliktu zbrojnego.
- 1 sierpnia – z połączenia siedmiu miejscowości utworzono miasto Wuppertal w Nadrenii Północnej-Westfalii.
- 6 sierpnia – w ZSRR została utworzona Specjalna Armia Dalekowschodnia (ODWA).
- 7 sierpnia – niemiecki sterowiec „Graf Zeppelin” wystartował do lotu dookoła świata (lot ukończył 29 sierpnia).
- 16 sierpnia – w Paryżu zakończyły się zorganizowane po raz pierwszy międzynarodowe zawody lotnicze Challenge 1929. Zwyciężył Niemiec Fritz Morzik na samolocie BFW M.23b.
- 23 sierpnia – w Palestynie doszło do rozruchów pomiędzy społecznością żydowską i Arabami. Powodem był konflikt o dostęp do Ściany Płaczu znajdującej się w Jerozolimie, w zajściach zginęło co najmniej 116 Arabów i 102 Żydów.
- 29 sierpnia:
  - rozpoczął się dokonany przez Arabów pogrom w Safedzie w Mandacie Palestyny, w którym zginęło 18 Żydów, a 80 zostało rannych.
  - sterowiec Graf Zeppelin zakończył w amerykańskim Lakehurst (New Jersey) trwający od 7 sierpnia lot dookoła świata.
- 31 sierpnia – została zakończona I konferencja w Hadze. Został przyjęty plan Younga.
- 5 września – Aristide Briand przedstawił plan utworzenia europejskiego stowarzyszenia państw o charakterze federacyjnym.
- 7 września – fiński parowiec SS Kuru przewrócił się do góry dnem na jeziorze Näsijärvi w regionie Tampere – katastrofa ta spowodowała śmierć 136 osób.
- 17 września – na Litwie doszło do przewrotu, usunięty od władzy został Augustinas Voldemaras, nowym prezydentem został Antanas Smetona.
- 29 września – japoński premier Giichi Tanaka zmarł na atak serca.
- 3 października:
  - wznowienie stosunków dyplomatycznych między ZSRR a Wielką Brytanią.
  - Królestwo Serbów, Chorwatów i Słoweńców zostało przemianowane na Jugosławię.
- 13 października – w Mińsku uruchomiono komunikację tramwajową.
- 18 października – w Wielkiej Brytanii Tajna Rada Królewska (ang. Privy council) ogłosiła, że kobiety posiadają osobowość prawną. W Kanadzie kobiety uzyskały prawo kandydowania do Kanadyjskiego Senatu.
- 22 października – we Francji upadł rząd Aristide Brianda.
- 24 października – krach na nowojorskiej giełdzie (tzw. czarny czwartek) zapoczątkował wielki kryzys.
- 28 października – powstał klub piłkarski Łokomotiw Sofia.
- Listopad – Vladimir Zworykin otrzymał pierwszy patent na kolorową telewizję.
- 6 listopada – ukończono budowę Ambassador Bridge.
- 7 listopada – w Nowym Jorku na Manhattanie zostało otwarte Muzeum Sztuki Współczesnej (ang. Museum of Modern Art).
- 11 listopada – odbył się pierwszy lot Hawaiian Airlines.
- 15 listopada – został otwarty dla ruchu prywatny wiszący most „Ambasador Bridge”, łączący Detroit w stanie Michigan w Stanach Zjednoczonych z Windsorem w prowincji Ontario, w Kanadzie. Most jest w posiadaniu kompanii Detroit International Bridge Co., która była kontrolowana przez milionera Manuela „Matty” Morouna.
- 18 listopada:
  - w Oceanie Atlantyckim w pobliżu wybrzeży Nowej Fundlandii doszło do podmorskiego trzęsienia ziemi o sile 7,2 w skali Richtera. Trzęsienie wywołało tsunami, które zniszczyło wiele miejscowości na półwyspie Burin należącym do Kanady, pozbawiło życia 28 osób. Trzęsienie zniszczyło również 12 podwodnych transatlantyckich kabli telegraficznych. Było to, zgodnie z danymi z roku 1997, największe trzęsienie ziemi, które dotknęło Kanadę.
  - Armia Czerwona wkroczyła do Mandżurii.
- 23 listopada – premiera musicalu filmowego Hollywood Revue.
- 29 listopada – pierwszy przelot nad biegunem południowym dokonany przez pilota Floyda Bennetta(inne języki), amerykańskiego admirała i lotnika Richarda Byrda, kapitana Ashleya McKinleya i Harolda June’a.
- 3 grudnia – w przemówieniu w Kongresie Stanów Zjednoczonych prezydent Herbert Hoover ogłosił, że najgorsze skutki krachu na nowojorskiej giełdzie już minęły i Amerykanie odzyskują zaufanie do gospodarki amerykańskiej.
- 5 grudnia – powstała Tadżycka Socjalistyczna Republika Radziecka.
- 8 grudnia – rozegrano pierwsze piłkarskie derby Rzymu, w których AS Roma pokonała S.S. Lazio 1:0.
- 20 grudnia – po podpisaniu w Chabarowsku układu między Związkiem Radzieckim a Chinami oddziały Armii Czerwonej opuściły terytorium Mandżurii[2]
- 24 grudnia – pożar zniszczył zachodnie skrzydło Białego Domu w Waszyngtonie.
- 27 grudnia – w ZSRR zakończono politykę NEP.
- 28 grudnia:
  - Stany Zjednoczone wyłamały się z solidarności państw zwycięskich w stosunku do Niemiec i zawarły z nimi umowę w sprawie bezpośredniego spłacania reparacji wojennych, z pominięciem powołanego w tym celu Banku Narodowego.
  - „Czarna Sobota” na wyspach Samoa: nowozelandzka kolonialna policja zabiła 11 demonstrantów, wydarzenie to zapoczątkowało dążenie do niepodległości społeczności wyspiarskiej (Ruch „Mau”).
- 29 grudnia – kongres polityków hinduskich w Lahaur zażądał niezależności Indii.
- 31 grudnia:
  - papież Pius XI wydał encyklikę Divini Illius Magistri, o chrześcijańskim wychowaniu młodzieży.
  - 71 dzieci zginęło, a 40 zostało rannych w wyniku pożaru kina w szkockim Paisley.
- Została zaproponowana hipoteza Sapira-Whorfa (inna nazwa – prawo relatywizmu językowego).
- Edward Adelbert Doisy pozyskał w formie krystalicznej pierwszy estrogen – estron.
- Największa liczba tragicznych katastrof w historii lotnictwa cywilnego w USA.
- Wojna domowa w Afganistanie.
- Powstał faszystowski ruch polityczny w Finlandii – Ruch Lapua.
- W Szkocji został założony klub sportowy Ross County F.C.
- Francuska ekspedycja archeologiczna, w starożytnej krainie Kanaan, odkryła ruiny miasta Ugarit.

## Urodzili się
- 1 stycznia:
  - Cordelia Edvardson, szwedzka pisarka (zm. 2012)
  - Haruo Nakajima (jap. 中島春雄), japoński aktor i kaskader (zm. 2017)
  - Zbigniew Nienacki, polski pisarz, twórca serii Pan Samochodzik i... (zm. 1994)
- 2 stycznia:
  - Stanisław Grodziski, polski historyk prawa (zm. 2020)
  - Anton Pain Ratu, indonezyjski duchowny katolicki (zm. 2024)
- 3 stycznia:
  - Apoloniusz Czernów, polski generał (zm. 2018)
  - Sergio Leone, włoski reżyser filmowy (zm. 1989)
  - Gordon E. Moore, amerykański informatyk (zm. 2023)
- 4 stycznia:
  - Amitai Etzioni, amerykański socjolog (zm. 2023)
  - Günter Schabowski, niemiecki polityk (zm. 2015)
  - Herbert Vorgrimler, niemiecki teolog katolicki (zm. 2014)
- 5 stycznia:
  - Walter Brandmüller, niemiecki duchowny katolicki
  - Henryk Dankowski, polski generał
  - Peter-Lukas Graf, szwajcarski flecista
  - Zofia Anna Starck, polska fizjolog roślin (zm. 2023)
- 6 stycznia:
  - Stefan Angielski, polski lekarz (zm. 2022)
  - Jerzy Grzywacz, polski fizyk
  - Babrak Karmal, polityk afgański (zm. 1996)
  - Józefa Kobylińska, polska filolog
  - Lucjan Kydryński, polski dziennikarz, konferansjer (zm. 2006)
- 7 stycznia:
  - Mario Bergamaschi, włoski piłkarz (zm. 2020)
  - Terry Moore, amerykańska aktorka
  - Janusz Pasierb, polski ksiądz, poeta (zm. 1993)
- 8 stycznia – Saeed Jaffrey, indyjski aktor (zm. 2015)
- 9 stycznia:
  - Håkon Bleken, norweski malarz (zm. 2025)
  - Heiner Müller, niemiecki dramaturg, prozaik, poeta (zm. 1995)
- 10 stycznia – Kazimierz Trampisz, polski piłkarz (zm. 2014)
- 11 stycznia:
  - Alina Kamińska, polska chemiczka, profesor nauk chemicznych (zm. 2024)
  - Manuel Mireles Vaquera, meksykański duchowny katolicki, prałat terytorialny El Salto (zm. 2021)
  - Wanda Wiłkomirska, polska skrzypaczka, pedagog (zm. 2018)
- 12 stycznia:
  - Jaakko Hintikka, fiński logik i filozof (zm. 2015)
  - Alasdair MacIntyre, brytyjski historyk, etyk i filozof (zm. 2025)
- 13 stycznia:
  - Teresa Kodelska-Łaszek, polska narciarka, pracownik naukowy SGH (zm. 2021)
  - Waldemar Michna, polski polityk (zm. 2013)
  - Villy Sørensen, duński pisarz (zm. 2001)
- 15 stycznia:
  - Ryszard Ćwikliński, polski architekt i urbanista (zm. 2016)[3]
  - Martin Luther King, amerykański pastor baptystyczny, działacz na rzecz zniesienia dyskryminacji rasowej, laureat Pokojowej Nagrody Nobla (zm. 1968)
  - John Naisbitt, amerykański futurolog (zm. 2021)
- 16 stycznia – Zenon Szulc, polski polityk, poseł na Sejm PRL
- 17 stycznia – Kamila Wilczyńska, polska ekonomistka
- 19 stycznia – Jean Douchet, francuski aktor, reżyser, scenarzysta i krytyk filmowy (zm. 2019)
- 20 stycznia:
  - Jimmy Cobb, amerykański perkusista jazzowy (zm. 2020)
  - Jean-Jacques Perrey, francuski kompozytor muzyki elektronicznej (zm. 2016)
- 21 stycznia – Stanisław Loth, polski reżyser i operator filmowy
- 22 stycznia:
  - Pierre Even, francuski kolarz torowy (zm. 2001)
  - Włodzimierz Kapczyński, polski energetyk (zm. 2018)
  - Fritz Lobinger, niemiecki duchowny katolicki (zm. 2025)
  - Wołodymyr Petryszyn, ukraiński matematyk (zm. 2020)
- 23 stycznia:
  - Jan Filipkowski, polski inżynier budownictwa (zm. 2021)
  - Daniel Hoeffel, francuski polityk, senator, minister transportu
  - John Polanyi, kanadyjski chemik, pochodzenia węgierskiego, laureat Nagrody Nobla
  - Filaret (Denysenko), zwierzchnik Ukraińskiego Kościoła Prawosławnego Patriarchatu Kijowskiego
- 24 stycznia – Robert Faurisson, francuski literaturoznawca (zm. 2018)
- 25 stycznia:
  - Benny Golson, amerykański saksofonista (zm. 2024)
  - Anna Guzowska, polska bibliotekarka, publicystka (zm. 1982)
  - Michael Michai Kitbunchu, tajski duchowny katolicki, kardynał
  - Adalberto Paulo da Silva, brazylijski duchowny katolicki (zm. 2025)
- 26 stycznia:
  - Wiktoria Czechowska-Antoniewska, polska rzeźbiarka
  - Ada Fighiera-Sikorska, polska dziennikarka, redaktorka (zm. 1996)
  - Waldemar Podgórski, polski reżyser i scenarzysta (zm. 2013)
- 27 stycznia – Mirosław Jan Stasik, polski doktor medycyny i toksykolog (zm. 2023)
- 28 stycznia:
  - Vanja Blomberg, szwedzka gimnastyczka
  - Edith Flanigen, amerykańska chemik
  - Claes Oldenburg, amerykański rzeźbiarz pochodzenia szwedzkiego (zm. 2022)
- 29 stycznia – Ed Shaughnessy, amerykański perkusista (zm. 2013)
- 30 stycznia – Isamu Akasaki (jap. 赤崎 勇), japoński fizyk, laureat Nagrody Nobla (zm. 2021)
- 31 stycznia:
  - Rudolf Mößbauer, niemiecki fizyk, laureat Nagrody Nobla (zm. 2011)
  - Jean Simmons, brytyjska aktorka (zm. 2010)
- 1 lutego – Jinzo Toriumi, japoński scenarzysta (zm. 2008)
- 2 lutego – Věra Chytilová, czeska reżyserka (zm. 2014)
- 4 lutego:
  - Reino Börjesson, szwedzki piłkarz, srebrny medalista MŚ 58 (zm. 2023)
  - Gilberto Valbuena Sánchez, meksykański duchowny katolicki, biskup Colima (zm. 2021)
- 5 lutego:
  - Hal Blaine, amerykański perkusista (zm. 2019)
  - Fred Sinowatz, austriacki polityk, kanclerz Austrii (zm. 2008)
- 6 lutego:
  - Pierre Brice, francuski aktor, wielokrotny odtwórca roli Winnetou (zm. 2015)
  - Janusz Wojciech Rosiński, polski poeta, prozaik, dziennikarz (zm. 2007)
  - Jerzy Szacki, polski socjolog, historyk myśli społecznej (zm. 2016)
  - Keith Waterhouse, brytyjski pisarz (zm. 2009)
- 7 lutego – Ambrogio Ravasi, włoski biskup katolicki posługujący w Kenii (zm. 2020)
- 8 lutego: 
  - Stanisław Jan Majewski, polski działacz konspiracji niepodległościowej (zm. 2023)
  - Claude Rich, francuski aktor (zm. 2017)
- 9 lutego:
  - Bolesław Fac, poeta, prozaik, publicysta i tłumacz (zm. 2000)
  - Howard Kanovitz, amerykański malarz, fotorealista (zm. 2009)
- 10 lutego – Jerry Goldsmith, amerykański kompozytor muzyki filmowej (zm. 2004)
- 11 lutego:
  - Albert Azarian (orm. Ալբերտ Ազարյան), radziecki gimnastyk (zm. 2023)
  - Neil Primrose, brytyjski arystokrata, polityk (zm. 2024)
  - Burhan Sargın, turecki piłkarz (zm. 2023)
  - Leszek Żukowski, polski naukowiec
- 12 lutego – Wilfred de Lanoi, piłkarz z Antyli Holenderskich (zm. 2008)
- 13 lutego: 
  - Eugène Parlier, szwajcarski piłkarz (zm. 2017)
  - Zbigniew Zieliński, pułkownik Wojska Polskiego, członek Armii Krajowej i żołnierz wyklęty
- 14 lutego: 
  - Roman Kłosowski, polski aktor (zm. 2018)
  - Walenty Maćkowiak, polski hodowca roślin  (zm. 2023)
- 15 lutego:
  - Graham Hill, brytyjski kierowca wyścigowy (zm. 1975)
  - James Schlesinger, amerykański polityk (zm. 2014)
- 16 lutego:
  - Kazimierz Kutz, polski reżyser i polityk (zm. 2018)
  - Christian Meier, niemiecki historyk
- 17 lutego:
  - Alejandro Jodorowsky, chilijski artysta, pisarz, autor komiksów
  - Helena Kurnatowska, polska polityk, poseł na Sejm PRL (zm. 2005)
  - Chaim Potok, amerykański pisarz i rabin (zm. 2002)
  - Patricia Routledge, brytyjska aktorka
- 18 lutego:
  - Pierre Colnard, francuski lekkoatleta (zm. 2018)
  - Len Deighton, brytyjski historyk
  - Antoni Wicherek, polski dyrygent (zm. 2015)
- 19 lutego:
  - Janusz Beksiak, polski ekonomista (zm. 2014)
  - Björn Bjelfvenstam, szwedzki aktor
  - Francesco Forte, włoski nauczyciel akademicki (zm. 2022)
- 20 lutego – Edmund Karwański, polski aktor (zm. 2023)
- 21 lutego:
  - Anton Moeliono, indonezyjski językoznawca, kodyfikator języka i ortografii indonezyjskiej (zm. 2011)
  - Gabriel Turowski, polski immunolog, bakteriolog, mikrobiolog (zm. 2021)
- 22 lutego:
  - Giacomo Babini, włoski duchowny katolicki, biskup Grosseto (zm. 2021)
  - James Hong, amerykański aktor
  - Rebecca Schull, amerykańska aktorka
- 23 lutego:
  - Thorsten Andersson, szwedzki germanista (zm. 2018)
  - Thomas Costello, amerykański duchowny katolicki (zm. 2019)
  - Anna Stupnicka-Bando, polska lekarka, prezes Polskiego Towarzystwa Sprawiedliwych wśród Narodów Świata
- 24 lutego:
  - Zdzisław Beksiński, polski malarz, rzeźbiarz, fotografik i artysta posługujący się grafiką komputerową (zm. 2005)
  - Ralph McInerny, amerykański filozof, powieściopisarz (zm. 2010)
- 25 lutego – Aleksandra Biriukowa, radziecka polityk (zm. 2008)
- 26 lutego – Paolo Ferrari, włoski aktor filmowy, radiowy i telewizyjny (zm. 2018)
- 27 lutego:
  - Stefan Kudelski, szwajcarski elektronik i wynalazca polskiego pochodzenia (zm. 2013)
  - Zdzisław Chlewiński, polski psycholog, rzymskokatolicki kapłan, profesor nauk humanistycznych (zm. 2021)
- 28 lutego:
  - Bohdan Bejze, polski duchowny katolicki, biskup pomocniczy łódzki (zm. 2005)
  - Jorge Bernal Vargas, meksykański duchowny katolicki (zm. 2023)
  - Frank Gehry, amerykański architekt pochodzenia kanadyjsko-żydowskiego, laureat Nagrody Pritzkera
- 1 marca:
  - Tadeusz Wacław Budynkiewicz, lubelski zecer, twórca 2500 ekslibrisów typograficznych (zm. 2017)
  - Georgi Markow, dysydent bułgarski (zm. 1978)
- 2 marca:
  - Luigi Conti, włoski duchowny katolicki (zm. 2015)
  - Halina Machulska, polska aktorka
- 3 marca:
  - Tadeusz Chachaj, polski dyrygent, kompozytor i aranżer (zm. 2021)
  - Julian Eugeniusz Kulski, polski architekt, żołnierz AK, powstaniec warszawski (zm. 2021)
  - Kazimierz Orzechowski, polski ksiądz katolicki i aktor (zm. 2019)
  - Adam Żurowski, polski geodeta (zm. 2016)
- 4 marca – Bernard Haitink, holenderski dyrygent (zm. 2021)
- 5 marca:
  - Erik Carlsson, szwedzki kierowca wyścigowy (zm. 2015)
  - Marcel Mauron, szwajcarski piłkarz (zm. 2022)
  - Janusz Siatkowski, polski językoznawca (zm. 2025)
- 6 marca:
  - Werner Großmann, zastępca ministra bezpieczeństwa państwowego NRD (1986–1989) (zm. 2022)
  - Fazil Iskander, abchaski pisarz (zm. 2016)
  - Günter Kunert, niemiecki pisarz (zm. 2019)
- 8 marca:
  - Hebe Camargo, brazylijska prezenterka, aktorka i piosenkarka (zm. 2012)
  - Elaine Edwards, amerykańska polityk, senator ze stanu Luizjana (zm. 2018)
- 9 marca – José Sorra, filipiński duchowny katolicki (zm. 2021)
- 10 marca – Arthur Barnard, amerykański lekkoatleta (zm. 2018)
- 11 marca:
  - Jerzy Andrzej Chmurzyński, polski biolog, zoolog, etolog (zm. 2019)
  - Pier Giacomo De Nicolò, włoski duchowny katolicki, arcybiskup, nuncjusz apostolski (zm. 2021)
  - Mieczysław Glanowski, polski polityk, minister górnictwa (zm. 1983)
  - Józef Zapędzki, polski podpułkownik, strzelec sportowy (zm. 2022)
- 12 marca – Teresa Brzóskiewicz, polska rzeźbiarka (zm. 2020)
- 13 marca:
  - Joseph Mascolo, amerykański aktor (zm. 2016)
  - Mateja Matewski, macedoński poeta, krytyk literacki, eseista (zm. 2018)
  - Zbigniew Messner, polski ekonomista, polityk, premier PRL (zm. 2014)
- 15 marca – Anna Piskorska-Chlebowska, polska chemiczka, podharcmistrzyni, działaczka opozycji demokratycznej w PRL (zm. 1983)
- 16 marca – Tomasz Stefaniszyn, polski piłkarz, bramkarz (zm. 1986)
- 17 marca: 
  - Peter Berger, amerykański socjolog (zm. 2017)
  - Leo Nowak, niemiecki duchowny rzymskokatolicki
- 18 marca:
  - Christa Wolf, niemiecka pisarka (zm. 2011)
  - Samuel Pisar, polsko-amerykański prawnik (zm. 2015)
- 19 marca – Harvey Cox, amerykański teolog protestancki
- 21 marca – Jurij Muszketyk, ukraiński pisarz (zm. 2019)
- 22 marca: 
  - Dagny Jørgensen, norweska narciarka alpejska
  - Yayoi Kusama (jap. 草間彌生), japońska rzeźbiarka, malarka i pisarka
- 23 marca: 
  - Roger Bannister, angielski lekkoatleta (zm. 2018)
  - Jan Basara, polski językoznawca (zm. 2022)
  - Alicja Maciejowska, polska dziennikarka radiowa, reportażystka, dokumentalistka (zm. 2016)
  - Mark Rydell, amerykański reżyser, aktor i producent filmowy
- 24 marca – Stanisław Misztal, polski geograf (zm. 2022)
- 25 marca – Cecil Taylor, amerykański pianista i poeta (zm. 2018)
- 26 marca:
  - Halina Prugar-Ketling, polska montażystka filmowa
  - Kazimierz Urbański, polski twórca filmów animowanych (zm. 2015)
- 27 marca – Žarko Petan, słoweński pisarz (zm. 2014)
- 28 marca:
  - Sylwia Julito, polska florecistka, trenerka (zm. 2012)
  - Florian Kapała, polski żużlowiec (zm. 2007)
  - John Raphael Quinn, amerykański duchowny katolicki (zm. 2017)
  - Henryk Rutkowski, polski historyk
  - Jan Zgajewski, funkcjonariusz Milicji Obywatelskiej, kawaler orderu Virtuti Militari
- 29 marca:
  - Richard Lewontin, amerykański biolog (zm. 2021)
  - Wadim Miedwiediew, radziecki działacz partyjny (zm. 2025)
  - Olga Tass, węgierska gimnastyczka (zm. 2020)
- 31 marca – Wojciech Skibiński, polski aktor (zm. 2016)
- 1 kwietnia:
  - Milan Kundera, czeski prozaik, eseista (zm. 2023)
  - Jane Powell, amerykańska tancerka i aktorka (zm. 2021)
  - Iwan Stanczow, bułgarski polityk, dyplomata (zm. 2021)
- 2 kwietnia:
  - Frans Andriessen, holenderski polityk i prawnik (zm. 2019)
  - Edward Dorn, amerykański poeta (zm. 1999)
  - Hans Koschnick, niemiecki polityk (zm. 2016)
- 3 kwietnia: 
  - Krystyna Górska-Gołaska, polska doktor nauk historycznych (zm. 2022)
  - Poul Schlüter, duński polityk (zm. 2021)
- 4 kwietnia:
  - Tadeusz Hołubowicz, polski sadownik (zm. 2021)
  - Micheline Roquebrune, francusko-marokańska malarka, żona aktora Seana Connery’ego
- 5 kwietnia:
  - Hugo Claus, flamandzki pisarz, malarz, reżyser filmowy (zm. 2008)
  - Ivar Giaever, norweski fizyk, laureat Nagrody Nobla (zm. 2025)
  - Nigel Hawthorne, brytyjski aktor (zm. 2001)
  - Mahmoud Mollaghasemi, irański zapaśnik
- 6 kwietnia:
  - André Previn, amerykański pianista, dyrygent i kompozytor (zm. 2019)
  - Christos Sardzetakis, grecki polityk, prawnik (zm. 2022)
  - Stefan Wojnecki, polski artysta fotograf (zm. 2023)
  - Jan Szumiec, polski ichtiolog (zm. 2019)
- 8 kwietnia:
  - Jacques Brel, francuski piosenkarz, kompozytor i aktor belgijskiego pochodzenia (zm. 1978)
  - Joseph Bruno, amerykański polityk, członek Partii Republikańskiej (zm. 2020)
  - Stanisław Pestka, polski poeta i działacz kaszubski (zm. 2015)
- 10 kwietnia:
  - Anna Bernardczykowa, polska lekarz, okulistka (zm. 2010)
  - Mike Hawthorn, brytyjski kierowca wyścigowy, mistrz Formuły 1 z sezonu 1958 (zm. 1959)
  - Yvette Roudy, francuska polityczka, dziennikarka, feministka, minister praw kobiet
  - Liz Sheridan, amerykańska aktorka (zm. 2022)
  - Max von Sydow, szwedzki aktor (zm. 2020)
- 11 kwietnia – Wiesław Skrzydło, polski prawnik (zm. 2021)
- 13 kwietnia:
  - Antoni Pierzchała, polski dyplomata (zm. 2024)
  - Konstanty Puzyna, polski poeta, eseista, teatrolog (zm. 1989)
  - Hermenegildo Ramírez Sánchez, meksykański duchowny katolicki, prałat terytorialny Huautla (zm. 2022)
- 14 kwietnia – William E. Thornton, amerykański astronauta (zm. 2021)
- 15 kwietnia:
  - Olgierd Czerner, polski architekt (zm. 2020)
  - Maciej Kuczyński, polski pisarz (zm. 2019)
  - Helena Kustrzycka, polska lekarka, profesor (zm. 2007)
  - Eligiusz Lasota, polski dziennikarz, redaktor naczelny „Po prostu” (zm. 2001)
  - Ulf Linde, szwedzki pisarz (zm. 2013)
  - Richard Rush, amerykański reżyser, scenarzysta i producent filmowy (zm. 2021)
- 16 kwietnia:
  - Elżbieta Dziębowska, polska muzykolog (zm. 2016)
  - Antoni Janusz, polski biolog (zm. 2019)
  - Roy Hamilton, amerykański piosenkarz (zm. 1969)
- 17 kwietnia:
  - James Last, niemiecki kompozytor, aranżer, dyrygent (zm. 2015)
  - Karl-Erik Palmér, szwedzki piłkarz (zm. 2015)
  - Józef Pińkowski, polski ekonomista, polityk, poseł na Sejm i premier PRL (zm. 2000)
  - Shailendra Kumar Upadhyaya, nepalski polityk, minister spraw zagranicznych (zm. 2011)
- 18 kwietnia:
  - Werner Amberg, niemiecki polityk (zm. 2014)
  - Marie Tomášová, czeska aktorka (zm. 2025)
- 20 kwietnia:
  - Domenico Corcione, włoski wojskowy (zm. 2020)
  - Józefa Kierzkiewicz, polska działaczka społeczna (zm. 2021)
  - Bohdan Lewartowski, polski lekarz i fizjolog (zm. 2024)
  - Jan Stęszewski, polski muzykolog (zm. 2016)
- 21 kwietnia:
  - Barbara Czałczyńska, polska pisarka oraz tłumaczka (zm. 2015)
  - Denzil Thomas, walijski rugbysta (zm. 2014)
- 22 kwietnia:
  - Michael Atiyah, brytyjski matematyk (zm. 2019)
  - Guillermo Cabrera Infante, kubański pisarz i eseista (zm. 2005)
  - Edward Dobrzański, polski aktor (zm. 2022)
  - Maria Gostyńska-Jakuszewska, polska uczona, dr. hab. nauk biologicznych (zm. 2022)
  - John Nicks, brytyjski łyżwiarz figurowy
- 23 kwietnia:
  - Aleksandra Dmochowska, polska aktorka teatralna (zm. 1992)
  - George Steiner, amerykański eseista, nowelista, filozof, tłumacz, nauczyciel pochodzenia żydowskiego (zm. 2020)
  - Czesław Wilczyński, polski polityk, poseł na Sejm PRL (zm. 2021)
- 24 kwietnia – Rajkumar (kann. ಸಿಂಗಾನಲ್ಲೂರು ಪುಟ್ಟಸ್ವಾಮಯ್ಯ ಮುತ್ತುರಾಜು), indyjski piosenkarz i aktor (zm. 2006)
- 25 kwietnia – Yvette Williams, nowozelandzka lekkoatletka (zm. 2019)
- 26 kwietnia – Mikałaj Sluńkou, białoruski i radziecki działacz komunistyczny (zm. 2022)
- 27 kwietnia:
  - Tadeusz Bejm, polski polityk, poseł na Sejm PRL, minister administracji, gospodarki terenowej i ochrony środowiska oraz komunikacji (zm. 1988)
  - Nina Ponomariowa, rosyjska lekkoatletka, dyskobolka (zm. 2016)
- 30 kwietnia – Zofia Kowalczyk, polska gimnastyczka (zm. 2025)
- 1 maja:
  - Izz ad-Din al-Araki, marokański polityk, premier Maroka (zm. 2010)
  - Ralf Dahrendorf, niemiecki socjolog, politolog, polityk (zm. 2009)
  - Sonny James, amerykański piosenkarz country (zm. 2016)
  - Stanisław Mikulski, polski aktor (zm. 2014)
  - Robert Varnajo, francuski kolarz torowy i szosowy (zm. 2024)
- 2 maja – Édouard Balladur, francuski prawnik i polityk
- 4 maja:
  - Manuel Contreras, chilijski generał (zm. 2015)
  - Audrey Hepburn, brytyjska aktorka i działaczka humanitarna (zm. 1993)
- 6 maja:
  - Jean-Guy Couture, kanadyjski duchowny katolicki, biskup Chicoutimi (zm. 2022)
  - Paul Lauterbur, chemik amerykański, laureat Nagrody Nobla (zm. 2007)
  - Stanisław Leszek Olszewski, polski działacz spółdzielczy (zm. 2007)
- 7 maja – Jewgienij Kozłowski, rosyjski działacz wojskowy i partyjny (zm. 2022)
- 8 maja – Miyoshi Umeki (jap. 梅木 美代志), japońska aktorka, laureatka Oskara (zm. 2007)
- 10 maja – Antonine Maillet, kanadyjska pisarka (zm. 2025)
- 11 maja – Jerzy Jarocki, polski reżyser teatralny (zm. 2012)
- 12 maja:
  - Ágnes Heller, węgierska filozofka (zm. 2019)
  - Sam Nujoma, prezydent Namibii (zm. 2025)
  - Zygmunt Szweykowski, polski muzykolog (zm. 2023)
- 14 maja – Johannes Kapp, niemiecki duchowny katolicki (zm. 2018)
- 15 maja – Waldemar Żaczek, polski grafik i malarz
- 16 maja:
  - John Conyers, amerykański polityk (zm. 2019)
  - Kunwar Natwar Singh, indyjski polityk (zm. 2024)
  - Adrienne Rich, amerykańska poetka (zm. 2012)
- 17 maja – John Davies, australijski pływak (zm. 2020)
- 18 maja:
  - Zbigniew Galperyn, polski ekonomista i działacz kombatancki (zm. 2021)
  - Arcadio Venturi, włoski piłkarz
- 19 maja:
  - Sylvia Cheeseman, brytyjska lekkoatletka
  - Maria Kowalska-Wania, polska narciarka
- 21 maja:
  - Maria Górska-Zajączkowska, polska biolog
  - Jan Tajchman, polski architekt (zm. 2020)
- 22 maja:
  - Janusz Siedlewski, polski chemik
  - Władysław Wołoszyn, jezuita, wieloletni duszpasterz akademicki w Toruniu (zm. 2021)
- 24 maja – Tadeusz Rolke, polski artysta fotografik (zm. 2025)
- 25 maja:
  - Ann Robinson, amerykańska aktorka
  - Beverly Sills, amerykańska śpiewaczka operowa (zm. 2007)
  - Jerzy Talaga, polski piłkarz
- 27 maja:
  - Roman Iwanyczuk, ukraiński pisarz (zm. 2016)
  - Włodzimierz (Kotlarow), rosyjski duchowny prawosławny (zm. 2022)
- 28 maja:
  - Leszek Herdegen, polski aktor i pisarz (zm. 1980)
  - Janusz Wolniewicz, polski pisarz, reportażysta i publicysta (zm. 2006)
- 29 maja:
  - Jerzy Bętkowski, polski koszykarz, trener (zm. 2017)
  - Harry Gordon Frankfurt, amerykański filozof (zm. 2023)
  - Peter Higgs, brytyjski fizyk teoretyczny, laureat Nagrody Nobla (zm. 2024)
  - Väinö Markkanen, fiński strzelec sportowy (zm. 2022)
  - Wanda Nowakowska, polska historyk sztuki (zm. 2024)
- 30 maja:
  - Georges Gilson, francuski duchowny katolicki, arcybiskup Sens (zm. 2024)
  - Bolesław Ocias, polski dyrygent, kompozytor i pedagog (zm. 2019)
- 31 maja:
  - Menahem Golan (hebr. מנחם גולן), izraelski producent i reżyser filmowy (zm. 2014)
  - Adam Hulanicki, polski chemik (zm. 2019)
  - Andreas Meyer-Landrut, niemiecki dyplomata
- 1 czerwca:
  - James H. Billington, amerykański historyk (zm. 2018)
  - Giles Constable, brytyjsko-amerykański historyk, mediewista (zm. 2021)
  - Maria Bogucka, polska historyk (zm. 2020)
  - Albin Waczyński, malarz, psychiatra, specjalista budowy zakładów służby zdrowia (zm. 2003)
- 2 czerwca:
  - Towa Ilan, izraelska polityk (zm. 2019)
  - Norton Juster, amerykański architekt, pisarz (zm. 2021)
- 3 czerwca:
  - Werner Arber, genetyk i mikrobiolog szwajcarski, laureat Nagrody Nobla
  - Billy Williams, brytyjski operator filmowy (zm. 2025)
- 4 czerwca – Karolos Papulias (gr. Κάρολος Παπούλιας), grecki polityk (zm. 2021)
- 6 czerwca:
  - Kao Chun-ming, tajwański duchowny prezbiteriański (zm. 2019)
  - Henryk Herdzin, polski śpiewak
  - Kazimierz Morawski, polski dziennikarz (zm. 2012)
  - Bogusław Schaeffer, polski muzykolog, kompozytor, dramaturg, grafik i pedagog (zm. 2019)
- 7 czerwca:
  - Antonio Carbajal, meksykański piłkarz (zm. 2023)
  - Medard Plewacki, polski aktor (zm. 2021)
  - John Turner, premier Kanady (zm. 2020)
- 8 czerwca – Janusz Cichosz, polski ekonomista, poseł na Sejm RP
- 9 czerwca – Ewa Dziekońska, polska architekt
- 10 czerwca:
  - Jewgienij Czazow, rosyjski kardiolog (zm. 2021)
  - Wojciech Jakubowski, polski grafik, twórca ekslibrisów i biżuterii (zm. 2024)
  - James McDivitt, amerykański generał pilot, astronauta (zm. 2022)
  - Walentin Prokopow, rosyjski piłkarz wodny (zm. 2016)
  - Edward Osborne Wilson, amerykański biolog, zoolog (zm. 2021)
  - Eugeniusz Spiechowicz, polski stomatolog (zm. 2018)
  - László Zarándi, węgierski lekkoatleta, sprinter (zm. 2023)
- 11 czerwca:
  - Osório Bebber, brazylijski duchowny katolicki, biskup Joaçaby (zm. 2021)
  - Astrid Lulling, luksemburska polityk, eurodeputowana
- 12 czerwca:
  - Anne Frank, żydowska dziewczyna, autorka pamiętnika (zm. 1945)
  - Ania Monahof, szwedzka pisarka
- 13 czerwca:
  - Wanda Lichnowska, polska siatkarka
  - Pier Giuliano Tiddia, włoski duchowny katolicki
- 15 czerwca – Omar Borrás, urugwajski trener lekkoatletyki, piłki nożnej, pływania i koszykówki, wykładowca akademicki (zm. 2022)
- 16 czerwca:
  - Sabah Al-Ahmad Al-Jaber Al-Sabah (arab. صباح الأحمد الجابر الصباح), emir Kuwejtu (zm. 2020)
  - Sheri Tepper, amerykańska pisarka (zm. 2016)
- 17 czerwca – Tigran Petrosjan (ros. Тигран Вартанович Петросян), ormiański szachista reprezentujący ZSRR (zm. 1984)
- 18 czerwca:
  - Jürgen Habermas, niemiecki filozof, socjolog i publicysta polityczny
  - Grigorij Kanowicz, litewski pisarz, poeta, eseista i tłumacz (zm. 2023)
- 19 czerwca – Michał Białko, polski inżynier (zm. 2020)
- 20 czerwca:
  - Bonnie Bartlett, amerykańska aktorka
  - Ingrid Haebler, austriacka pianistka (zm. 2023)
  - Stanisław Podemski, polski dziennikarz i felietonista (zm. 2011)
- 23 czerwca:
  - June Carter Cash, amerykańska piosenkarka i kompozytorka country, druga żona Johnny’ego Casha (zm. 2003)
  - Mario Ghella, włoski kolarz (zm. 2020)
- 24 czerwca:
  - Giorgio Bogi, włoski lekarz i polityk
  - Krystyna Paprota-Żylińska, polska siatkarka, koszykarka (zm. 2012)
  - Carolyn Shoemaker, amerykańska astronom (zm. 2021)
  - Piotr Taras, polski duchowny katolicki (zm. 2024)
- 25 czerwca:
  - Eric Carle, amerykański projektant, pisarz i ilustrator książek dla dzieci (zm. 2021)
  - Anna Czekanowska-Kuklińska, polska muzykolog (zm. 2021)
  - Francesco Marchisano, włoski duchowny katolicki, kardynał (zm. 2014)
- 26 czerwca:
  - Milton Glaser, amerykański grafik (zm. 2020)
  - Lech Grabowski, polski socjolog (zm. 2019)
- 27 czerwca – Giennadij Osipow, radziecki socjolog i filozof
- 28 czerwca – Alfred Miodowicz, polski działacz związkowy (zm. 2021)
- 29 czerwca:
  - Pat Crawford Brown, amerykańska aktorka (zm. 2019)
  - Oriana Fallaci[4], włoska dziennikarka i pisarka (zm. 2006)
  - Peter George, amerykański sztangista (zm. 2021)
  - Alicja Raciszówna, polska aktorka (zm. 1989)
  - Wanda Tumidajewicz, polska siatkarka (zm. 1987)
- 30 czerwca – Jan Łomnicki, polski reżyser filmowy (zm. 2002)
- 1 lipca:
  - Gerald Edelman, amerykański biolog, biochemik, laureat Nagrody Nobla (zm. 2014)
  - Ödön Földessy, węgierski lekkoatleta, skoczek w dal (zm. 2020)
- 2 lipca:
  - Antoni Czajka, polski inżynier i polityk, poseł na Sejm RP (zm. 2014)
  - Daphne Hasenjäger, południowoafrykańska lekkoatletka, sprinterka
  - Edward Kupczyński, polski żużlowiec (zm. 2025)
  - Imelda Marcos, żona prezydenta Filipin Ferdinanda Marcosa i znana osoba życia politycznego Filipin
- 4 lipca:
  - Gérard-Joseph Deschamps, kanadyjski duchowny katolicki, biskup Daru/Daru-Kiunga i Bereiny (zm. 2022)
  - Jean Desforges, brytyjska lekkoatletka, sprinterka i skoczkini w dal (zm. 2013)
  - Darío Castrillón Hoyos, kolumbijski duchowny katolicki, kardynał (zm. 2018)
  - Konrad Swinarski, polski reżyser teatralny, telewizyjny, filmowy i operowy, inscenizator i scenograf (zm. 1975)
- 5 lipca:
  - Katherine Helmond, amerykańska aktorka (zm. 2019)
  - Stanisław Rumianek, porucznik, uczestnik powstania warszawskiego
- 6 lipca:
  - Hélène Carrère d’Encausse, francuska historyk i nauczyciel akademicki (zm. 2023)
  - Czesław Domin, polski duchowny katolicki, biskup koszaliński (zm. 1996)
- 7 lipca – Romuald Michniewicz, polski funkcjonariusz SB
- 8 lipca – Paolo Gillet, włoski duchowny katolicki, biskup pomocniczy Albano
- 9 lipca:
  - Hassan II (arab. الحسن الثاني بن محمد), król Maroka (zm. 1999)
  - Zbyszko Piwoński, polski polityk (zm. 2022)
  - Blanka Rosenstiel, polska działaczka polonijna
- 10 lipca:
  - Winnie Ewing, brytyjska polityk i prawniczka (zm. 2023)
  - George Clayton Johnson, amerykański pisarz (zm. 2015)
  - José Vicente Rangel, polityk wenezuelski (zm. 2020)
  - Tadeusz Strumiłło, polski muzykolog i taternik (zm. 1956)
- 11 lipca – Piet van Heusden, holenderski kolarz (zm. 2023)
- 12 lipca:
  - Jan Długosz, polski taternik, alpinista i literat (zm. 1962)
  - At-Tajjib Salih, sudański pisarz (zm. 2009)
- 14 lipca
  - José Corredor Matheos, hiszpański poeta, historyk, krytyk sztuki, tłumacz, eseista
  - Andrzej Musierowicz, polski lekarz urolog, profesor nauk medycznych (zm. 2015)
- 15 lipca:
  - Małgorzata Leśniewska, polska aktorka (zm. 2019)
  - Michał Pietrzak, polski prawnik (zm. 2021)
- 17 lipca – Victor Scerri, maltański piłkarz i trener (zm. 2019)
- 18 lipca:
  - Richard Button, amerykański łyżwiarz (zm. 2025)
  - Leonhard Pohl, niemiecki lekkoatleta (zm. 2014)
  - Franca Rame, włoska aktorka (zm. 2013)
  - Aleksandra Szpakowska, polska szachistka (zm. 2007)
- 19 lipca:
  - Gaston Glock, austriacki przedsiębiorca (zm. 2023)
  - Emmanuel Le Roy Ladurie, francuski historyk (zm. 2023)
  - Orville Alton Turnquest, bahamski polityk i prawnik
- 20 lipca – Felicja Orsztynowicz, polska lekkoatletka
- 21 lipca:
  - Henri Teissier, francuski duchowny katolicki (zm. 2020)
  - Marian Truszczyński, polski lekarz weterynarii (zm. 2020)
- 22 lipca:
  - David Arias, amerykański duchowny katolicki pochodzenia hiszpańskiego (zm. 2019)
  - John Barber, brytyjski kierowca rajdowy (zm. 2015)
  - U.A. Fanthorpe, brytyjska poetka (zm. 2009)
- 24 lipca:
  - Georg Brylka, polski inżynier, działacz mniejszości niemieckiej, polityk, poseł na Sejm RP (zm. 2017)
  - Janusz Grabiański, polski artysta grafik, plakacista, ilustrator książek i serii wydawniczych (zm. 1976)
  - Peter Yates, brytyjski reżyser i producent filmowy (zm. 2011)
- 25 lipca:
  - Halina Chrostowska, polska graficzka, rysowniczka, pedagog, działaczka artystyczna (zm. 1990)
  - Stanisław Ochmański, polski reżyser teatrów lalkowych (zm. 2023)
- 26 lipca:
  - Patrick Flores, amerykański duchowny katolicki (zm. 2017)
  - Janusz Artur Ihnatowicz, polski duchowny katolicki
  - Jerzy Walczak, polski aktor (zm. 1968)
- 27 lipca:
  - Ludwik Bielawski, polski teoretyk muzyki i muzykolog (zm. 2024)
  - Lyall Dagg, kanadyjski curler (zm. 1975)
  - Harvey Fuqua, amerykański piosenkarz, kompozytor, producent muzyczny (zm. 2010)
  - Jack Higgins, brytyjski pisarz (zm. 2022)
  - Józef Hermanowicz, polski przedsiębiorca, polityk, poseł na Sejm RP (zm. 2018)
  - Maria Stangret-Kantor, polska malarka, żona Tadeusza Kantora (zm. 2020)
- 28 lipca:
  - Jacqueline Kennedy Onasis, amerykańska pierwsza dama (zm. 1994)
  - Janusz Kramarek, polski historyk sztuki (zm. 2021)
  - Shōzō Sasahara, japoński zapaśnik (zm. 2023)
- 29 lipca:
  - Wallace B. Smith, amerykański duchowny, prezydent, Prezydent-Prorok Zreorganizowanego Kościoła Jezusa Chrystusa Świętych w Dniach Ostatnich (zm. 2023)
  - Alfred Teinitzer, austriacki piłkarz (zm. 2021)
- 30 lipca:
  - Bill Davis, kanadyjski polityk, premier Ontario (zm. 2021)
  - Tadeusz V. Gromada, polsko-amerykański historyk i działacz polonijny (zm. 2025)
  - Bernard Sesboüé, francuski jezuita, teolog, uczestnik ruchu ekumenicznego (zm. 2021)
  - Marian Stępień, polski historyk literatury (zm. 2023)
- 31 lipca:
  - Don Murray, amerykański aktor (zm. 2024)
  - Jerzy Olczak, profesor zwyczajny, polski archeolog, badacz dziejów szkła i twórczości szklarskiej, specjalista w dziedzinie osadnictwa średniowiecznego (zm. 2007)
  - José Santamaría, urugwajski piłkarz
  - Tadeusz Tołłoczko, polski lekarz
  - Feliks Tych, polski historyk (zm. 2015)
- 1 sierpnia:
  - Lejła Abaszydze, gruzińska aktorka (zm. 2018)
  - Hafizullah Amin, afgański polityk (zm. 1979)
  - Stanislav Samuhel, słowacki taternik, przewodnik tatrzański, ratownik górski i fotograf tatrzański (zm. 1995)
- 2 sierpnia – Maria Stolzman, polska polityk, działaczka społeczna, posłanka na Sejm RP (zm. 2010)
- 3 sierpnia – Walter Michael Ebejer, maltański duchowny katolicki, biskup União da Vitória w Brazylii (zm. 2021)
- 4 sierpnia
  - Anna Dębska, polska rzeźbiarka (zm. 2014)
  - Janusz Weychert, polski scenarzysta i reżyser (zm. 2012)
- 5 sierpnia:
  - Alfred Alvarez, brytyjski poeta, prozaik i krytyk (zm. 2019)
  - Nathalia Timberg, brazylijska aktorka
  - Arthur Woods, nowozelandzki rugbysta (zm. 2015)
- 7 sierpnia:
  - Zuzanna Helska, polska aktorka (zm. 2016)
  - Tadeusz Zimecki, polski prozaik, dziennikarz, reportażysta, autor utworów dla młodzieży (zm. 2007)
- 8 sierpnia – Luis García Meza Tejada, boliwijski prezydent (zm. 2018)
- 9 sierpnia:
  - Czesław Bartnik, polski teolog (zm. 2020)
  - Luciana Castellina, włoska polityk, dziennikarka, pisarka i działaczka komunistyczna
  - Anna Przecławska, polska pedagog, profesor UW (zm. 2010)
- 10 sierpnia – Andrzej Kułakowski, polski lekarz
- 11 sierpnia:
  - Irena Hejducka, polska lekkoatletka, sprinterka (zm. 2008)
  - Janusz Komorowski, polski dziennikarz, uczestnik II wojny światowej, działacz kombatancki i harcerski, porucznik Wojska Polskiego w stanie spoczynku, pełniąca obowiązki prezesa Zarządu Głównego Światowego Związku Żołnierzy Armii Krajowej (ŚZŻAK)
- 12 sierpnia:
  - John Bluthal, brytyjski aktor (zm. 2018)
  - Charles Moore, amerykański lekkoatleta (zm. 2020)
  - Jōji Yuasa, japoński kompozytor (zm. 2024)
  - Zbigniew Zielonka, polski prozaik, eseista, publicysta i scenarzysta (zm. 2021)
- 13 sierpnia – Augustyn Bloch, polski kompozytor (zm. 2006)
- 14 sierpnia – Giacomo Capuzzi, włoski duchowny katolicki (zm. 2021)
- 15 sierpnia:
  - Eugeniusz Czepiel, polski weterynarz (zm. 2021)
  - Bogdan Kończak, polski działacz konspiracji niepodległościowej w czasie II wojny światowej
  - Carlo Ripa di Meana, włoski polityk (zm. 2018)
  - Jeorjos Rumbanis, grecki lekkoatleta (zm. 2025)
  - Anna Walentynowicz, polska działaczka związkowa, dama Orderu Orła Białego (zm. 2010)
- 16 sierpnia:
  - Bill Evans, pianista jazzowy (zm. 1980)
  - Janusz Gołaski, polski geodeta i kartograf (zm. 2024)
  - Fritz Nachmann, niemiecki saneczkarz
  - Helmut Rahn, niemiecki piłkarz (zm. 2003)
- 17 sierpnia – Rex White, amerykański kierowca wyścigowy (zm. 2025)
- 18 sierpnia:
  - Halina Dobrowolska, polska scenograf filmowa (zm. 2016)
  - Anatolij Kuzniecow, rosyjski pisarz (zm. 1979)
  - Cezary Tomaszewski, polski biolog
- 19 sierpnia – Ewa Berberyusz, polska dziennikarka i reportażystka (zm. 2020)
- 21 sierpnia – Krystyna Skolecka-Kona, polska prawniczka (zm. 2019)
- 23 sierpnia:
  - Herbert Hlubek, polski ksiądz katolicki (zm. 2013)
  - Vera Miles, amerykańska aktorka
- 24 sierpnia:
  - Alicja, luksemburska księżniczka, księżna Ligne (zm. 2019)
  - Jasir Arafat (arab. ياسر عرفات), palestyński polityk, przewodniczący Organizacji Wyzwolenia Palestyny i prezydent Autonomii Palestyńskiej, laureat Pokojowej Nagrody Nobla (zm. 2004)
  - Betty Dodson, amerykańska edukatorka seksualna (zm. 2020)
  - Anna Kurska, polska prawniczka (zm. 2016)
- 25 sierpnia:
  - Dominique Fernandez, francuski pisarz, prozaik i eseista
  - Jerzy Mrzygłód, polski dziennikarz, sprawozdawca sportowy (zm. 1995)
  - Amran Halim, indonezyjski językoznawca, kodyfikator języka i ortografii indonezyjskiej (zm. 2009)
- 26 sierpnia – Maurice Tempelsman, amerykański przedsiębiorca, filantrop pochodzenia żydowskiego
- 27 sierpnia – Ira Levin, amerykański pisarz (zm. 2007)
- 28 sierpnia:
  - Tadeusz Olszański, polski dziennikarz (zm. 2023)
  - Marek Sznajderman, polski kardiolog żydowskiego pochodzenia (zm. 2020)
- 29 sierpnia – Thom Gunn, brytyjski poeta (zm. 2004)
- 30 sierpnia:
  - François Cheng, francuski prozaik, poeta, tłumacz, kaligraf pochodzenia chińskiego
  - Halina Tomaszewska-Lenkiewicz, polska siatkarka (zm. 2019)
- 2 września:
  - Rex Hartwig, australijski tenisista (zm. 2022)
  - René Dupont, francuski duchowny katolicki (zm. 2025)
- 3 września:
  - Bogusław Czajkowski, polski publicysta (zm. 2016)
  - Karol Krasnodębski, polski inżynier (zm. 2025)
  - Raymond Robinson, południowoafrykański kolarz (zm. 2018)
- 4 września:
  - Wiesław Mysłek, polski filozof, religioznawca, historyk
  - Roman Stefanowski, polski działacz socjalistyczny (zm. 2000)
- 5 września:
  - Bob Newhart, amerykański komik i aktor (zm. 2024)
  - Andrijan Nikołajew (ros. Андриян Григорьевич Николаев), radziecki kosmonauta (zm. 2004)
  - Mieczysław Stoor, polski aktor (zm. 1973)
- 7 września – Clyde Lovellette, amerykański koszykarz (zm. 2016)
- 8 września
  - Alina Kabata-Pendias, polska naukowiec, profesor nauk rolniczych (zm. 2019)
  - Christoph von Dohnányi, niemiecki dyrygent
- 10 września:
  - Olga Krzyżanowska, polska polityk (zm. 2018)
  - Arnold Palmer, golfista amerykański (zm. 2016)
- 11 września:
  - Sebastian Koto Khoarai, sotyjski duchowny katolicki, biskup Mohale’s Hoek, kardynał (zm. 2021)
  - Edward Łukosz, polski inżynier, polityk, minister hutnictwa i przemysłu maszynowego
  - Birgitta Trotzig, szwedzka pisarka (zm. 2011)
- 12 września – Marian Szymański, polski geodeta (zm. 2011)
- 14 września – Daniel Haller, amerykański reżyser i producent filmowy (zm. 2024)
- 15 września:
  - Halina Birenbaum, polsko izraelska pisarka
  - Murray Gell-Mann, amerykański fizyk teoretyk, laureat nagrody Nobla (zm. 2019)
  - John Julius Norwich, wicehrabia Norwich, brytyjski historyk (zm. 2018)
- 16 września:
  - Dżamszid ibn Abd Allah, ostatni sułtan Zanzibaru (zm. 2024)
  - Hans Bouwmeester, holenderski szachista
  - Newton da Costa, brazylijski matematyk, logik, filozof (zm. 2024)
  - Verica Nedeljković, serbska szachistka (zm. 2023)
  - Florentyna Rzemieniuk, polska historyk (zm. 2020)
- 17 września:
  - Lech Domeracki, polski sędzia, polityk, minister sprawiedliwości (zm. 2020)
  - Stirling Moss, brytyjski kierowca (zm. 2020)
- 18 września – Henryk Opałka, polski grafik (zm. 2018)
- 19 września – Marcel Dries, belgijski piłkarz (zm. 2011)
- 20 września:
  - Andrzej Jaczewski, polski seksuolog (zm. 2020)
  - Anne Meara, amerykańska aktorka (zm. 2015)
  - Maciej Morawski, polski dziennikarz, publicysta, działacz emigracyjny (zm. 2021)
- 21 września:
  - Iosif Aleszkowski, radziecki pisarz, dysydent (zm. 2022)
  - Héctor Alterio, argentyński aktor
  - Jerzy Bukowski, polski samorządowiec, prezydent Olsztyna (zm. 2002)
  - Sándor Kocsis, węgierski piłkarz (zm. 1979)
- 23 września – George Rueger, amerykański duchowny katolicki (zm. 2019)
- 24 września:
  - Jean-Marie Rausch, francuski menedżer, samorządowiec, polityk (zm. 2024)
  - Maurice Willems, belgijski piłkarz (zm. 1986)
- 25 września:
  - Konstanty Tukałło, polski chirurg, profesor, senator RP (zm. 2021)
  - Barbara Walters, amerykańska dziennikarka telewizyjna (zm. 2022)
- 26 września – Ferdinand Milučký, słowacki architekt (zm. 2019)
- 27 września – André Darrigade, francuski kolarz
- 28 września:
  - Lata Mangeshkar, indyjska piosenkarka (zm. 2022)
  - Jan Matyjaszkiewicz, polski aktor (zm. 2015)
  - Stefan Michnik, polski kapitan, działacz komunistyczny, sędzia, adwokat pochodzenia żydowskiego (zm. 2021)
  - Dmytro Pawłyczko, ukraiński poeta, tłumacz, krytyk literacki, polityk, dyplomata (zm. 2023)
  - Nikołaj Ryżkow, rosyjski polityk (zm. 2024)
- 29 września:
  - Stanisław Helski, polski rolnik, działacz opozycji antykomunistycznej (zm. 2004)
  - Eugenia Kempara, polska działaczka państwowa
- 30 września:
  - Kjell Askildsen, norweski pisarz (zm. 2021)
  - Mir Hazar Khan Khoso, pakistański prawnik, sędzia, p.o. premiera Pakistanu (zm. 2021)
  - Jerzy Pękala, polski polityk, poseł na Sejm PRL, prezydent Krakowa
- 1 października:
  - Antoni Śledziewski, polski filolog (zm. 2023)
  - Stanisław Wiąckowski, polski profesor nauk przyrodniczych (zm. 2022)
- 3 października – Adam Skoczylas, polski taternik, alpinista, himalaista i pisarz górski (zm. 1966)
- 4 października:
  - Jackie LaVine, amerykańska pływaczka (zm. 2022)
  - Zbigniew Paliwoda, polski żołnierz, działacz powojennego podziemia antykomunistycznego w ramach VI kompanii Zgrupowania Partyzanckiego „Błyskawica” dowodzonego przez Józefa Kurasia ps. „Ogień” (zm. 2016)
- 5 października – Richard Gordon, astronauta amerykański (zm. 2017)
- 6 października:
  - Krzysztof Birkenmajer, polski geolog (zm. 2019)
  - Eugenia Herman, polska aktorka (zm. 2021)
  - Marian Szczerba, polski malarz
- 7 października – Wanda Wolańska, polska lekkoatletka (zm. 2017)
- 8 października:
  - Arthur Bisguier, amerykański szachista i dziennikarz (zm. 2017)
  - Betty Boothroyd, brytyjska polityk (zm. 2023)
  - Wojciech Jacobson, polski chemik i żeglarz
- 9 października:
  - Patricio Infante Alfonso, chilijski duchowny katolicki, arcybiskup Antofagasty (zm. 2025)
  - Sebastião Roque Rabelo Mendes, brazylijski duchowny katolicki, biskup pomocniczy Belo Horizonte (zm. 2020)
  - Teresa Szmigielówna, polska aktorka (zm. 2013)
  - Bożena Truchanowska, polska ilustratorka, malarka i rysowniczka
- 10 października:
  - Bogdan Łazarkiewicz, polski profesor medycyny i chirurgii ogólnej
  - Barbara Szpyt, polska siatkarka (zm. 2014)
  - Łucja Wydrowska-Biedunkiewicz, polska doktor medycyny
  - Halina Zaczek, polska aktorka (zm. 2025)
- 11 października – Dorothee Wilms, niemiecka polityk
- 12 października:
  - Roman Korynt, polski piłkarz (zm. 2018)
  - Magnús Magnússon, brytyjski prezenter telewizyjny (zm. 2007)
- 13 października:
  - Jerzy Kasprzak, polski harcmistrz
  - Angelo Mascheroni, włoski duchowny katolicki
  - Teresa Stanek, polska uczestniczka II wojny światowej, działaczka kombatancka i samorządowa, porucznik WP w stanie spoczynku (zm. 2023)
- 14 października – Yvon Durelle, kanadyjski bokser (zm. 2007)
- 15 października:
  - Hubert Dreyfus, filozof amerykański (zm. 2017)
  - Milorad Pavić, serbski poeta, prozaik, tłumacz i historyk literatury (zm. 2009)
  - Witold Sobociński, polski operator filmowy (zm. 2018)
- 16 października
  - Ana María Dellai, argentyńska narciarka alpejska (zm. 1986)
  - Fernanda Montenegro, brazylijska aktorka
- 17 października – Mieczysław Rak, polski filolog (zm. 2013)
- 18 października:
  - Violeta Chamorro, prezydent Nikaragui (zm. 2025)
  - Witold Marciniak, polski lekarz
  - Héctor Luis Lucas Peña Gómez, kubański duchowny katolicki
  - Jerzy Reichan, polski dialektolog, polonista i językoznawca
- 20 października:
  - Alfons Niklas, polski lekkoatleta, młociarz
  - Regina Tyszkiewicz, białoruska matematyk (zm. 2019)
- 21 października:
  - Józef Jakubowski, polski historyk (zm. 2021)
  - Ursula K. Le Guin, amerykańska autorka fantastyki (zm. 2018)
  - Antônio de Souza, brazylijski duchowny katolicki
  - George Junius Stinney, najmłodsza ofiara krzesła elektrycznego (zm. 1944)
- 22 października – Lew Jaszyn (ros. Лев Иванович Яшин), rosyjski bramkarz (zm. 1990)
- 23 października:
  - Luis Alarcón, chilijski aktor (zm. 2023)
  - Tamaz Gamkrelidze, gruziński lingwista (zm. 2021)
  - Witold Wołodkiewicz, polski prawnik (zm. 2021)
  - Vincenzo Zarri, włoski duchowny katolicki
- 24 października:
  - George Crumb, amerykański kompozytor (zm. 2022)
  - Jordan Radiczkow (bułg. Йордан Радичков), bułgarski pisarz (zm. 2004)
- 25 października:
  - Ferenc Mohácsi, węgierski kajakarz (zm. 2025)
  - Robin Parkinson, brytyjski aktor (zm. 2022)
  - Claude Rouer, francuski kolarz szosowy (zm. 2021)
- 26 października:
  - Jean Blondel, francuski politolog (zm. 2022)
  - Wanda Chotomska, polska pisarka dla dzieci (zm. 2017)
- 28 października:
  - Joan Plowright, brytyjska aktorka (zm. 2025)
  - Tadeusz Rybak, polski biskup katolicki (zm. 2017)
- 29 października:
  - Maria Arndt, polska lekkoatletka, sędzia sportowy (zm. 2000)
  - Jewgienij Primakow (ros. Евгений Максимович Примаков), polityk rosyjski, premier Federacji Rosyjskiej (zm. 2015)
- 31 października:
  - Paul-Marie Guillaume, francuski duchowny katolicki, biskup Saint-Dié
  - Bud Spencer, włoski aktor (zm. 2016)
  - Luis Feito, hiszpański malarz (zm. 2021)
- 1 listopada:
  - Jerzy Lechowski, polski dziennikarz i działacz piłkarski (zm. 2021)
  - Tadeusz Markiel, polski wojskowy, świadek zbrodni w Gniewczynie (zm. 2010)
- 2 listopada:
  - Erkki Pystynen, fiński polityk
  - Muhammad Rafiq Tarar, pakistański polityk i prawnik (zm. 2022)
  - Richard E. Taylor, kanadyjski fizyk, laureat Nagrody Nobla (zm. 2018)
- 3 listopada – Oleg Grabar, amerykański historyk sztuki i archeolog (zm. 2011)
- 4 listopada:
  - Anastazy, prawosławny arcybiskup Tirany i całej Albanii (zm. 2025)
  - William Henderson, strzelec z Wysp Dziewiczych Stanów Zjednoczonych
- 5 listopada:
  - Manuel Batakian, amerykański duchowny katolicki, biskup Nowego Jorku (zm. 2021)
  - Lennart Johansson, szwedzki działacz sportowy (zm. 2019)
- 6 listopada:
  - Roberto Antonio Dávila Uzcátegui, wenezuelski duchowny katolicki, biskup pomocniczy Caracas (zm. 2021)
  - June Squibb, amerykańska aktorka
- 7 listopada:
  - Eric Kandel, amerykański neurobiolog, pochodzenia austriackiego, laureat Nagrody Nobla
  - Kazimierz Kasperkiewicz, polski regionalista
  - Wiesław Müller, polski historyk (zm. 2020)
- 8 listopada – Anna Cienciała, polska historyk (zm. 2014)
- 9 listopada:
  - Zbigniew Blechman, polski generał (zm. 2018)
  - Zbigniew Ciechan, polski kompozytor (zm. 2021)
  - Imre Kertész, węgierski pisarz żydowskiego pochodzenia, laureat Nagrody Nobla (zm. 2016)
  - Aleksandra Pachmutowa, rosyjska kompozytorka
- 10 listopada:
  - Tommy Banks, angielski piłkarz (zm. 2024)
  - W.E.B. Griffin, amerykański pisarz (zm. 2019)
  - Leon Kłonica, polski polityk, minister rolnictwa (zm. 2025)
- 11 listopada:
  - LaVern Baker, amerykańska śpiewaczka bluesowa (zm. 1997)
  - Alina Brodzka-Wald, polska historyk literatury (zm. 2011)
  - Hans Magnus Enzensberger, niemiecki poeta i pisarz (zm. 2022)
  - Olle Nygren, szwedzki żużlowiec (zm. 2021)
- 12 listopada:
  - Stanisław Bejger, polski polityk i dyplomata
  - Michael Ende, niemiecki pisarz (zm. 1995)
  - Grace Kelly, księżna Monako, amerykańska aktorka (zm. 1982)
- 13 listopada:
  - Wojciech Buliński, polski architekt (zm. 2021)
  - Jacek Flur, polski aktor, reżyser radiowy (zm. 2020)
  - Eugeniusz S. Kruszewski, polski historyk i działacz emigracyjny
  - Stanisław Kur, polski ksiądz katolicki
  - Uno Piir, estoński piłkarz, trener (zm. 2025)
- 14 listopada:
  - Eduardo Mirás, argentyński duchowny katolicki, arcybiskup Rosario (zm. 2022)
  - Ivan Singer, rumuński matematyk (zm. 2020)
- 15 listopada –
  - Edward Asner, amerykański aktor (zm. 2021)
  - Jerzy Grelewski, polski działacz komunistyczny, prezydent Olsztyna (zm. 2021)
  - Raghbir Lal, indyjski hokeista na trawie (zm. 2025)
  - Wojciech Muszalski, polski prawnik (zm. 2022)
  - Barbara Wachowska, polska historyk, nauczycielka akademicka (zm. 2005)
- 17 listopada
  - Aram Boghossian, brazylijski pływak
  - Edmund Piszcz, polski biskup katolicki (zm. 2022)
- 18 listopada – Grzegorz Lasota, polski dziennikarz i reżyser (zm. 2014)
- 19 listopada – Jean Blaton, belgijski przedsiębiorca, kierowca wyścigowy, muzyk (zm. 2020)
- 20 listopada – Jerry Hardin, amerykański aktor
- 22 listopada:
  - Ben Helfgott, polski sztangista pochodzenia żydowskiego (zm. 2023)
  - Katarzyna Niewiadomska, polska biolog
- 23 listopada:
  - Katarzyna Dzieduszycka-Herbert, polska tłumaczka, działaczka kulturalna (zm. 2025)
  - Ryszard Szawłowski, polski politolog, historyk amator (zm. 2020)
- 24 listopada – Franciszek Kokot, polski lekarz (zm. 2021])
- 25 listopada – Włodzimierz Wesołowski, polski socjolog (zm. 2020)
- 27 listopada – Hans-Reinhard Koch, niemiecki duchowny katolicki, biskup pomocniczy Erfurtu (zm. 2018)
- 28 listopada – Berry Gordy, amerykański producent muzyczny
- 29 listopada:
  - Tomasz Jurasz, polski literat i historyk sztuki (zm. 2016)
  - Janusz Reykowski, polski psycholog
- 30 listopada – Lea Koenig, izraelska aktorka i pieśniarka
- 1 grudnia:
  - Alfred Moisiu, polityk albański
  - Wolfgang Anheisser, niemiecki śpiewak operowy (zm. 1974)
- 2 grudnia:
  - Harry Benson, szkocki fotograf
  - Ignacio José Gómez Aristizábal, kolumbijski duchowny katolicki
  - Lowell North, amerykański żeglarz (zm. 2019)
  - Jan Orzechowski, polski polityk, senator RP (zm. 1998)
- 3 grudnia – José Geraldo Oliveira do Valle, brazylijski duchowny katolicki, biskup Guaxupé
- 4 grudnia:
  - Marek Wieczorek, polski polityk, wicemarszałek Sejmu PRL (zm. 2005)
  - Kazimierz Wierzchowski, polski biofizyk, biolog molekularny
- 5 grudnia:
  - Stanisław Bareja, polski reżyser, scenarzysta filmowy i aktor (zm. 1987)
  - Andrzej Falkiewicz, polski prozaik, eseista, krytyk teatralny (zm. 2010)
  - Madis Kõiv, estoński fizyk, pisarz (zm. 2014)
- 6 grudnia:
  - Nikolaus Harnoncourt, austriacki dyrygent (zm. 2016)
  - Alain Tanner, szwajcarski reżyser (zm. 2022)
- 7 grudnia – Donald McDermott, amerykański łyżwiarz (zm. 2020)
- 8 grudnia:
  - Arnulf Rainer, austriacki artysta
  - Raymond Séguy, francuski duchowny katolicki, biskup Autun (zm. 2022)
  - Sylwester Szyszko, polski reżyser i scenarzysta (zm. 2015)
- 9 grudnia:
  - John Cassavetes, amerykański aktor, reżyser filmowy (zm. 1989)
  - Bob Hawke, australijski polityk, premier Australii (zm. 2019)
- 10 grudnia – Wincenty Domisz, polski działacz samorządowy, prezydent Bydgoszczy (zm. 2006)
- 11 grudnia:
  - Jerzy Cepik, polski pisarz (zm. 2020)
  - Angel Tec-i Hobayan, filipiński duchowny katolicki (zm. 2023)
- 12 grudnia:
  - Toshiko Akiyoshi, japońska pianistka
  - Ramón Buxarrais Ventura, hiszpański duchowny katolicki
  - John Osborne, brytyjski dramatopisarz (zm. 1994)
  - Bolesław Pawlus, polski śpiewak, tenor (zm. 2021)
- 13 grudnia – Christopher Plummer, kanadyjski aktor teatralny i filmowy (zm. 2021)
- 14 grudnia:
  - Fernando Sebastián Aguilar, hiszpański duchowny katolicki (zm. 2019)
  - George Farquhar, brytyjski zapaśnik
  - Thomas S. Ferguson, amerykański matematyk i statystyk
  - Dilarə Əliyeva, azerska filożka (zm. 1991)
- 15 grudnia:
  - Eugeniusz Guz, polski dziennikarz i publicysta (zm. 2023)
  - Tomasz Zaliwski, polski aktor (zm. 2006)
- 16 grudnia – Jean-Charles Thomas, francuski duchowny katolicki, biskup Wersalu (zm. 2023)
- 17 grudnia – William Safire, amerykański dziennikarz i nowelista (zm. 2009)
- 18 grudnia:
  - Eugeniusz Dembicki, polski profesor nauk technicznych
  - Józef Glemp, polski duchowny katolicki, arcybiskup gnieźnieński i prymas Polski, arcybiskup warszawski (zm. 2013)
  - Maria Starzyńska, polska pisarka (zm. 2010)
- 19 grudnia:
  - Bob Brookmeyer, amerykański puzonista i pianista (zm. 2011)
  - Lorenzo Buffon, włoski piłkarz
  - Howard Sackler, amerykański dramaturg (zm. 1982)
  - Danuta Samolewicz-Owczarek, polska szachistka (zm. 2006)
- 20 grudnia:
  - Salim al-Huss, libański polityk (zm. 2024)
  - Lee Hyun-jae, południowokoreański polityk
  - Milan Panić, serbski i amerykański przedsiębiorca oraz polityk
- 21 grudnia – Zbigniew Domino, polski pisarz (zm. 2019)
- 23 grudnia:
  - Chet Baker, amerykański trębacz jazzowy (zm. 1988)
  - Victorio Oliver Domingo, hiszpański duchowny katolicki, biskup Orihuela-Alicante
- 24 grudnia – Eugeniusz Wachowiak, polski poeta
- 25 grudnia:
  - Jerzy Antczak, polski reżyser
  - Jesús Agustín López de Lama, hiszpański duchowny katolicki, prałat terytorialny Corocoro w Boliwii (zm. 2023)
- 26 grudnia:
  - Alicja Kędzierska-Cieślak, polska prawniczka, profesor nauk prawniczych (zm. 2006)
  - Leon Knabit, polski benedyktyn
  - Karl-Hans Laermann, niemiecki polityk (zm. 2024)
  - Andrzej Lam, polski historyk i krytyk literacki
  - Régine Zylberberg, francuska piosenkarka i aktorka (zm. 2022)
- 28 grudnia:
  - Evert Gunnarsson, szwedzki wioślarz (zm. 2022)
  - Terry Sawchuk, kanadyjski hokeista (zm. 1970)
  - Maarten Schmidt, astronom holenderski (zm. 2022)
- 29 grudnia:
  - Tadeusz Hilczer, polski fizyk, nauczyciel akademicki
  - Galina Minaiczewa, rosyjska gimnastyczka (zm. 2025)
  - Matt Murphy, amerykański gitarzysta bluesowy (zm. 2018)
- 31 grudnia:
  - Doug Anthony, australijski polityk (zm. 2020)
  - Wiktor Kinecki, polski działacz partyjny i państwowy
  - George Schalatter, amerykański producent filmowy i reżyser

- data dzienne nieznana: 
  - Kuno Ruben Gabriel, amerykańsko-izraelski statystyk (zm. 2003)
  - Robert Hough Somers, amerykański socjolog i statystyk (zm. 2004)

## Zmarli
- 5 stycznia – Mikołaj Mikołajewicz Romanow, wielki książę, generał kawalerii, generał adiutant, głównodowodzący armii rosyjskiej podczas I wojny światowej (ur. 1856)
- 13 stycznia – Wyatt Earp, farmer, szeryf, karciarz, właściciel salonu, jeden z najsłynniejszych na Dzikim Zachodzie rewolwerowców (ur. 1848)
- 29 stycznia – Charles Fox Parham, amerykański kaznodzieja i ewangelista zielonoświątkowy (ur. 1873)
- 31 stycznia:
  - Jan Karafiát, kapłan Ewangelickiego Kościoła Czeskobraterskiego i pisarz, autor ponad osiemdziesięciokrotnie wznawianej i wystawianej w teatrach baśni Broučci (Świetliki) (ur. 1846)
  - Józef Rapacki, polski malarz, grafik i rysownik (ur. 1871)
- 5 lutego:
  - Lewis McIntosh, irlandzki rugbysta (ur. ok. 1858)
  - Katherine Bröske, niemiecka taterniczka, alpinistka
- 6 lutego – Maria Krystyna Austriacka, arcyksiężniczka austriacka, królowa Hiszpanii (ur. 1858)
- 11 lutego – Jan II Dobry, książę Liechtensteinu, najdłużej panujący monarcha w historii Europy (ur. 1840)
- 14 lutego – Tom Burke, amerykański lekkoatleta, sprinter (ur. 1875)
- 15 lutego:
  - Tadeusz Zwisłocki, polski inżynier chemik (ur. 1889)
  - August Otto, niemiecki taternik, turysta, autor przewodników i działacz turystyczny (ur. 1851)
- 18 marca – Hamza Hakimzoda, uzbecki poeta i dramatopisarz (ur. 1889)
- 28 marca – Katharine Lee Bates, amerykańska poetka (ur. 1859)
- 20 marca – Ferdinand Foch, marszałek Francji, Polski i Wielkiej Brytanii (ur. 1851)
- 4 kwietnia – Carl Friedrich Benz, niemiecki konstruktor i przemysłowiec (ur. 1844)
- 6 kwietnia – Feliks Jasieński, polski krytyk i kolekcjoner sztuki (ur. 1861)
- 21 kwietnia – Józef Londzin, polski duchowny katolicki, działacz narodowy, historyk, bibliograf, polityk, senator RP (ur. 1862)
- 2 maja – Józef Maria Rubio Peralta, hiszpański jezuita, święty katolicki (ur. 1864)
- 11 maja:
  - Jozef Murgaš, słowacki duchowny katolicki, wynalazca w dziedzinie telegrafii bezprzewodowej i radiokomunikacji (ur. 1864)
  - Leopold Zarzecki, polski działacz narodowy (ur. 1855)
- 17 maja:
  - Julia Salzano, włoska zakonnica, święta katolicka (ur. 1846)
  - Lilli Lehmann, niemiecka śpiewaczka operowa (sopran) (ur. 1848)
- 21 maja – Archibald Philip Primrose, premier Wielkiej Brytanii (ur. 1847)
- 7 czerwca – Wiktor Palmow, ukraińsko-rosyjski malarz futurystyczny (ur. 1888)
- 8 czerwca – William Bliss Carman, kanadyjski poeta i publicysta (ur. 1861)
- 11 czerwca – Gyula Andrássy młodszy, węgierski szlachcic, austriacki hrabia, polityk (ur. 1860)
- 25 czerwca – Georges Courteline, francuski dramaturg i prozaik (ur. 1858)
- 28 czerwca – Edward Carpenter, angielski pisarz, poeta, filozof (ur. 1844)
- 5 lipca – Mieczysław Świerz, polski taternik, nauczyciel (ur. 1891)
- 9 lipca – Julian Fałat, polski malarz (ur. 1853)
- 15 lipca – Hugo von Hofmannsthal, austriacki pisarz (ur. 1874)
- 3 sierpnia:
  - Thorstein Veblen, ekonomista i socjolog amerykański pochodzenia norweskiego (ur. 1857)
  - Emil Berliner, elektrotechnik amerykański, pochodzenia niemieckiego, wynalazca gramofonu (ur. 1851)
- 13 sierpnia – Bolesław Namysłowski, polski botanik (ur. 1882)
- 15 sierpnia – Theodor Wundt, zawodowy żołnierz, oficer armii pruskiej i niemieckiej, alpinista, taternik (ur. 1858)
- 23 sierpnia – Edward Pöschek, generał brygady Wojska Polskiego (ur. 1864)
- 4 września – Dina Belanger, kanadyjska zakonnica, mistyczka, błogosławiona katolicka (ur. 1897)
- 9 września – Franciszek Gárate, jezuita, błogosławiony katolicki (ur. 1857)
- 10 września – Maksymilian Paradystal, polski działacz niepodległościowy i oficer, odznaczony Orderem Virtuti Militari (ur. 1875)
- 12 września – Jānis Rainis, łotewski pisarz, dramaturg i dziennikarz (ur. 1865)
- 13 września – Kazimiera Kłoczowska, ziemianka, działaczka społeczna i oświatowa (ur. 1859)
- 14 września – Jesse Lynch Williams, amerykański dramaturg, powieściopisarz i nowelista (ur. 1871)
- 15 września – Antoni Maria Schwartz, austriacki pijar, błogosławiony katolicki (ur. 1852)
- 17 września – William Henry Perkin Jr., brytyjski chemik (ur. 1860)
- 23 września – Richard Adolf Zsigmondy, niemiecki profesor chemii nieorganicznej, laureat Nagrody Nobla (ur. 1865)
- 1 października – Antoine Bourdelle, francuski rzeźbiarz i pedagog (ur. 1861)
- 3 października – Gustav Stresemann, niemiecki polityk, kanclerz i minister spraw zagranicznych Republiki Weimarskiej, laureat Nagrody Nobla (ur. 1878)
- 6 października:
  - Czesław Jankowski, polski poeta, krytyk, publicysta, historyk (ur. 1857)
  - Lida Skotnicówna, polska taterniczka (ur. 1913)
  - Marzena Skotnicówna, polska taterniczka (ur. 1911)
- 8 października – Jacek Malczewski, polski malarz, jeden z głównych przedstawicieli symbolizmu przełomu XIX i XX wieku (ur. 1854)
- 26 października:
  - Arno Holz, niemiecki poeta i dramaturg (ur. 1863)
  - Aby Warburg, niemiecki historyk sztuki (ur. 1866)
- 28 października – Bernhard von Bülow, niemiecki polityk, dyplomata, kanclerz II Rzeszy oraz premier Prus (ur. 1849)
- 3 listopada:
  - Olav Aukrust, norweski poeta (ur. 1883)
  - Jan Niecisław Baudouin de Courtenay, polski językoznawca (ur. 1845)
- 6 listopada – Maximilian von Baden, niemiecki polityk, kuzyn i spadkobierca wielkiego księcia Badenii Fryderyka II Badeńskiego, kanclerz (ur. 1867)
- 17 listopada – Herman Hollerith, amerykański inżynier, wynalazca (ur. 1860)
- 24 listopada – Georges Clemenceau, francuski pisarz, lekarz i polityk, premier Francji (ur. 1841)
- 20 grudnia – Émile François Loubet, francuski polityk, prezydent Francji (ur. 1838)
- 26 grudnia – Erazm Piltz, polski publicysta, działacz polityczny, od 1918 w służbie dyplomatycznej w Jugosławii oraz w Czechosłowacji (ur. 1851)
- 29 grudnia – Wilhelm Maybach, niemiecki konstruktor i jeden z wynalazców samochodu (ur. 1846)

## Zdarzenia astronomiczne
- 9 maja – całkowite zaćmienie Słońca

## Nagrody Nobla
- z fizyki – Louis de Broglie
- z chemii – Arthur Harden, Hans von Euler-Chelpin
- z medycyny – Christiaan Eijkman, sir Frederick Hopkins
- z literatury – Tomasz Mann
- nagroda pokojowa – Frank Billings Kellogg

## Święta ruchome
- Tłusty czwartek: 7 lutego
- Ostatki: 12 lutego
- Popielec: 13 lutego
- Niedziela Palmowa: 24 marca
- Pamiątka śmierci Jezusa Chrystusa: 24 marca
- Wielki Czwartek: 28 marca
- Wielki Piątek: 29 marca
- Wielka Sobota: 30 marca
- Wielkanoc: 31 marca
- Poniedziałek Wielkanocny: 1 kwietnia
- Wniebowstąpienie Pańskie: 9 maja
- Zesłanie Ducha Świętego: 19 maja
- Boże Ciało: 30 maja